# Séc
Séc (czech, tiếng Séc: Česko), tên chính thức là Cộng hòa Séc (tiếng Séc: Česká republika phát âmⓘ), là quốc gia nội lục thuộc khu vực Trung Âu và giáp Ba Lan, Đức, Áo và Slovakia. Thủ đô và thành phố lớn nhất của quốc gia là Praha với hơn 1,3 triệu dân cư ngụ tại đây. Cộng hòa Séc là quốc gia đa đảng theo chế độ cộng hòa đại nghị. Tổng thống là người đứng đầu nhà nước, còn thủ tướng là người đứng đầu chính phủ. Quốc hội có hai viện gồm thượng viện và hạ viện. Cộng hòa Séc gia nhập NATO vào năm 1999 và trở thành thành viên của Liên minh châu Âu từ năm 2004. Ngày 21 tháng 12 năm 2007, Cộng hòa Séc đã thông qua Hiệp ước Schengen, tạo điều kiện thuận lợi hơn cho việc đi lại và du lịch vào nước này. Ngoài ra, Cộng hòa Séc là thành viên của các tổ chức OECD, OSCE, Ủy hội châu Âu và Nhóm Visegrád.
Lãnh thổ Cộng hòa Séc bao gồm các vùng đất đã từng tồn tại trong lịch sử là Bohemia, Morava và 1 phần Silesia. Séc trở thành bộ phận của Đế quốc Áo và Đế quốc Áo-Hung trong hàng thế kỉ cho đến năm 1918 khi Séc cùng với Slovakia tuyên bố thành lập nước Tiệp Khắc. Trong Chiến tranh thế giới thứ hai, Tiệp Khắc bị phát xít Đức chiếm đóng. Sau đó, nước này trở thành quốc gia xã hội chủ nghĩa cho đến năm 1989 khi cuộc Cách mạng Nhung diễn ra đưa đất nước trở về tiến trình dân chủ. Ngày 1 tháng 1 năm 1993, một cuộc ly khai đã diễn ra, Tiệp Khắc lại tách thành 2 quốc gia độc lập là Séc và Slovakia.

## Tên gọi
Tên gọi cũ trong tiếng Anh của Cộng hòa Séc là "Bohemia" biến đổi từ tiếng Latinh "Boiohaemum" có nghĩa là "quê hương của người Boii". Tên gọi Séc hiện tại lấy từ tên Čechy chuyển hóa từ cách phát âm Cžechy của Ba Lan.
Sau khi Tiệp Khắc (Československo trong tiếng Séc hay Czechoslovakia trong tiếng Anh), 1 liên bang bao gồm Séc và Slovakia giải thể thành 2 quốc gia riêng biệt, Séc không có tên gọi chính thức trong tiếng Anh. Năm 1993, Bộ Ngoại giao Cộng hòa Séc đề nghị tên Czechia như là tên thay thế chính thức cho tất cả trường hợp không phải là các văn bản chính thức và tên gọi của cơ quan chính quyền nhưng tên gọi này không sử dụng rộng rãi trong các văn bản tiếng Anh như là Czech Republic.
Tháng 4 năm 2016 chính phủ Séc dự định sẽ đề nghị lên Liên Hợp Quốc về việc coi Czechia là 1 trong những tên gọi chính trong cơ sở dữ liệu địa lý.
Tên "Séc" trong tiếng Việt là phiên âm của từ "tchèque" trong République tchèque ("Cộng hòa Séc") từ tiếng Pháp (nếu không dùng kèm từ République - "Cộng hòa" thì nước này trong tiếng Pháp gọi là Tchéquie, đọc phiên âm như là "Séc-ki"). Hiện tại trong tiếng Trung, Séc vẫn được gọi là Tiệp Khắc (捷克) lấy chữ Hán có âm Quan thoại gần giống (Jiékè) để phiên âm từ quốc hiệu "Česko". Tuy nhiên "Tiệp Khắc" hay "Tiệp" trong tiếng Việt hiện dùng để chỉ nhà nước liên bang cũ của Séc và Slovakia hoặc các chính thể tương tự.

## Lịch sử

### Tiền sử
Các nhà khảo cổ học đã tìm thấy bằng chứng của người tiền sử sinh sống tại vùng đất ngày nay là Cộng hòa Séc. Từ thế kỷ thứ III trước Công nguyên, các bộ tộc Celt, Boii đã đến Séc định cư. Đến thế kỷ I, các bộ tộc Marcomanni và Quani tại vùng đất thuộc Đức ngày nay cũng đến sinh sống tại vùng đất này. Trong suốt Giai đoạn Di cư tại châu Âu vào thế kỷ 5, các bộ lạc thuộc Đức đã rời khỏi vùng đất Séc và di tản ra các vùng đất ở phía Đông và phía Tây.
Người Slav từ vùng Biển Đen-Karpat định cư tại đây (do các cuộc tấn công từ vùng Siberia và các bộ lạc Đông Âu: Hung, Avar, Bulgar và Magyar). Vào thế kỷ 6 họ di cư tới các vùng đất tại phía Nam như Bohemia, Moravia và 1 số vùng đất mà ngày nay thuộc về lãnh thổ Áo. Trong suốt thế kỷ VII, thương gia Samo đến từ vùng Francia đã lãnh đạo và ủng hộ cuộc khởi nghĩa của người Slav để chống lại tộc người Avar năm 623, trở thành người thống trị của Vương quốc Slav đầu tiên. Đây là tổ chức chính quyền đầu tiên của người Slav nhưng thực tế đây là 1 liên minh của 1 số bộ lạc chứ không thực sự là 1 quốc gia quân chủ chuyên chế.

### Đại Moravia

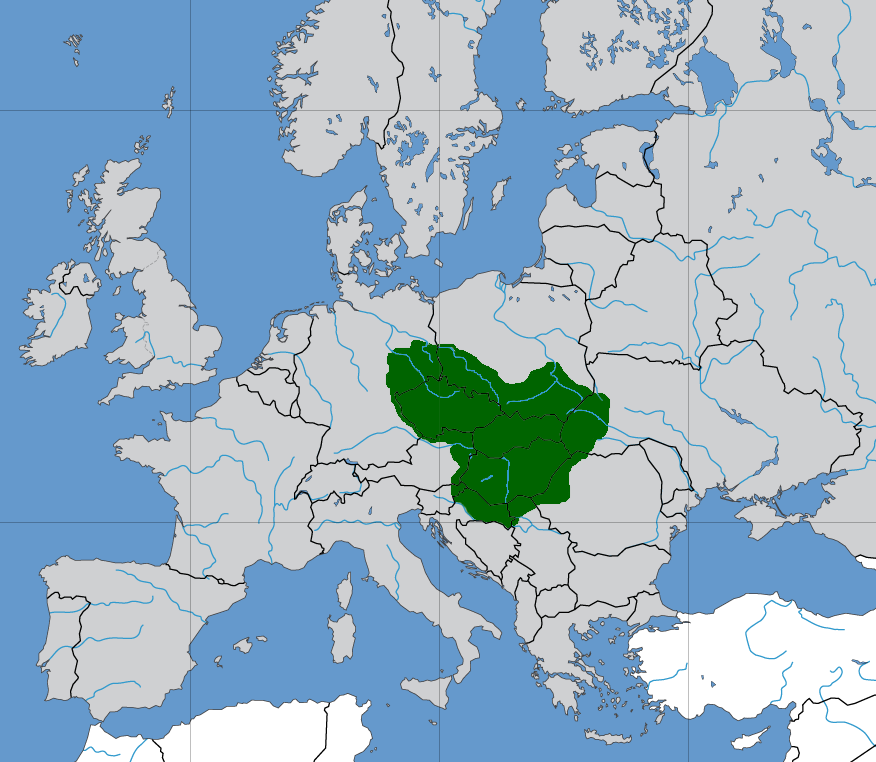
Moravia mở rộng nhất dưới thời vua Svatopluk I

Sau khi Đế chế của vua Samo tan rã, người Moravia và Nitra đã thành lập các công quốc mới. Năm 833, Mojmir I của Moravia đã tấn công và sáp nhập công quốc Nitra, lập ra 1 công quốc duy nhất là Đại Moravia (Velká Morava).
Năm 846, Mojmir I nhường ngôi cho người cháu của mình là Rastislav (846-870). Dưới thời Rastislav, 1 cuộc cải cách văn hóa đã diễn ra khi 2 nhà truyền giáo Kyrillô và Mêthôđiô bị người này mời đến Đại Moravia để truyền bá đạo Thiên chúa vào đất nước này. Họ cũng góp công trong việc xây dựng bảng chữ cái của người Slav tức bảng ký tự Cyril.
Dưới thời vua Svatopluk I, Đại Moravia đạt tới sự mở rộng lớn nhất về diện tích. Lãnh thổ của nó trải dài trên các vùng đất ngày nay là Hungary, Ba Lan, Áo, Đức, Serbia, Slovenia, Croatia và Ukraina. Về sau, những cuộc chiến tranh với Đế chế Frank đã làm cho Đại Moravia suy yếu và những người Hungary xâm lược đã khiến đất nước tan rã vào đầu thế kỷ 10.

### Thời kỳ Trung cổ

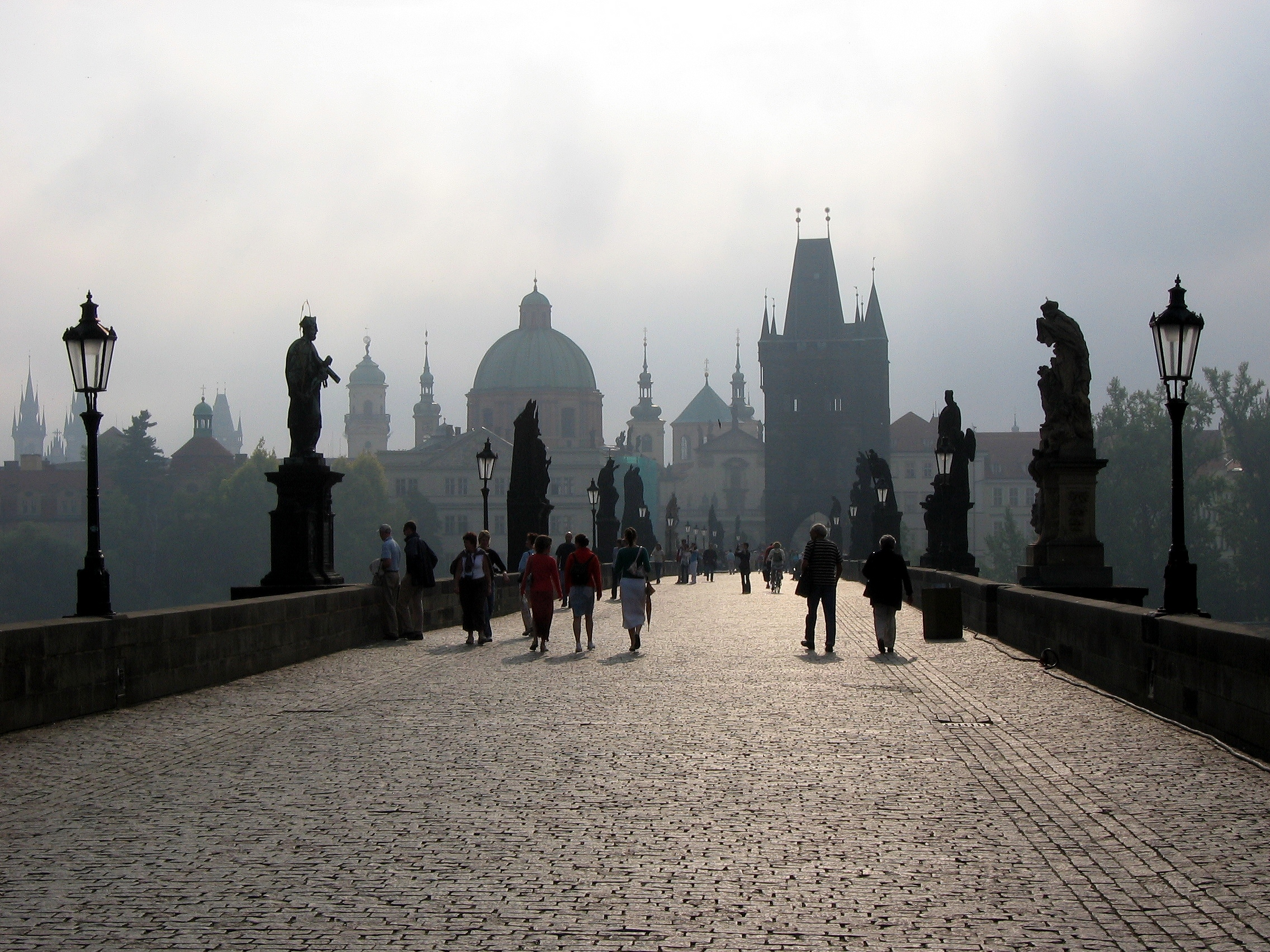
Quanh cảnh cầu Karl ở thủ đô Praha

Năm 995, công quốc Bohemia thành lập dưới sự lãnh đạo của vương triều Premyslid, thành viên của 1 bộ tộc tên là Séc. Vương triều Premyslid đã thống nhất các vương triều Séc khác và thành lập 1 chính quyền trung ương.
Đầu thế kỷ XI, công quốc Bohemia đã chinh phục nước Đại Moravia. Tuy Moravia vẫn là 1 lãnh địa tách biệt của Bohemia song nước này lại bị cai trị bởi 1 trong những người con trai của vua Bohemia.
Vào năm 1306, dòng họ Premyslid không có người kế vị. Sau những cuộc chiến giành quyền lực, dòng họ Luxemburg đã đoạt được ngôi vua Bohemia. Vị vua thứ 2 của triều đại Luxemburg là Karel IV (1342-1378, Charles trong tiếng Anh và tiếng Pháp, Karl trong tiếng Đức) đã thay đổi đất nước Bohemia. Năm 1344, người này nâng chức Giám mục của thành phố Praha lên thành tổng Giám mục đồng thời kiềm chế quyền lực của các quý tộc Séc và đưa Bohemia, Moravia trở thành các quận hành chính và đưa Brandenburg (tới năm 1415), Lusatia (tới năm 1635), Silesia (tới năm 1742) vào quyền kiểm soát của Séc. Karel IV cũng tạo ra các công trình xây dựng như lâu đài Praha và cầu Karl. Karel IV cũng thành lập Đại học Karl ở Praha (Univerzita Karlova) năm 1348 với mong muốn biến Praha thành 1 trung tâm học vấn của châu Âu.
Vào thế kỷ XV, 1 cuộc chiến tranh tôn giáo đã diễn ra tại Séc, lịch sử gọi là cuộc Chiến tranh Hussite. Séc suy yếu và đến năm 1526 đã bị sáp nhập vào đế chế Habsburg.

### Thời kỳ thuộc triều đại Habsburg
Sau khi bị sáp nhập vào Đế chế Habsburg, người Séc bắt đầu bị đồng hóa. Tiếng Séc bị cấm sử dụng và tiếng Đức trở thành ngôn ngữ chính thức ở Séc.
Năm 1618, người Bohemia đã nổi dậy chống lại triều đình Habsburg. Họ đã chọn 1 người theo đường lối của Jean Calvin là Frederick của Palatinate (Fridrich Falcký) lên ngôi. Nhưng đến ngày 6 tháng 11 năm 1620, quân đội Séc bị đánh bại tại Trận Núi Trắng (Bitva na Bílé hoře). Chiến tranh Ba mươi năm (1618-1648) đã phá hủy phần lớn những làng mạc, thành phố của Bohemia.
Đến thời nữ hoàng Maria Theresa và con trai, vua Joseph II, những người chịu ảnh hưởng của Thời đại Khai sáng, tình hình Bohemia bắt đầu có những chuyển biến. Tuy chính sách đồng hóa vẫn không thay đổi nhưng tình hình xã hội, giáo dục đã cải thiện cho người Séc. Vào thế kỷ XIX, chủ nghĩa bành trướng của Pháp dưới thời vua Napoleon I đã kích thích tinh thần phục hưng dân tộc của người Séc. Tầng lớp trí thức mới hơn đã đóng vai trò nhất định trong việc phục hưng và phát triển ngôn ngữ dân tộc. Tháng 2 năm 1848, cuộc Cách mạng tháng 2 ở Pháp đã làm bùng nổ cao trào cách mạng tư sản lan khắp châu Âu. Vào ngày 12 tháng 6 năm 1848, khởi nghĩa của những người dân chủ cấp tiến và sự hưởng ứng của nhân dân đã bùng nổ tại Praha và đến ngày 17 tháng 6, cuộc khởi nghĩa bị dập tắt.
Năm 1867, nhà nước quân chủ lưỡng hợp Áo-Hung ra đời trong đó Séc nằm trong tầm ảnh hưởng của Áo. Vào những năm ở nửa sau của đế chế Áo-Hung, tình hình giữa người Séc và người Đức ở Bohemia trở nên căng thẳng hơn. Mối quan hệ xấu đi giữa các dân tộc trong đế chế đã đẩy nhanh hơn sự sụp đổ của quốc gia này. Năm 1900, Tomáš Garrigue Masaryk người sau này trở thành tổng thống Tiệp Khắc đã thành lập Đảng Tiến bộ Séc. Ý tưởng về quốc gia kết hợp giữa hai dân tộc Séc và Slovakia bắt đầu hình thành.

### Tiệp Khắc (1918-1993)

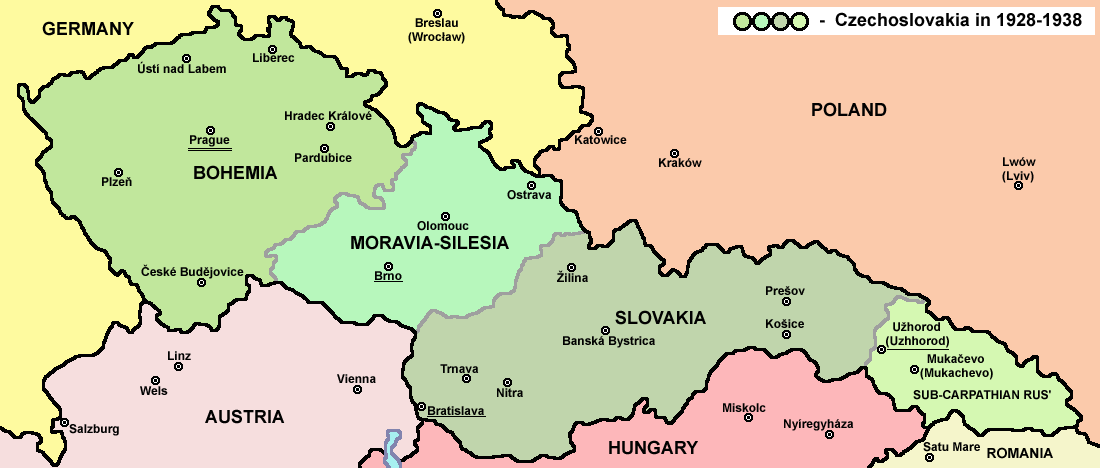
Bản đồ Tiệp Khắc năm 1928

Sau khi Chiến tranh thế giới thứ nhất kết thúc cùng với sự sụp đổ của Đế chế Áo-Hung, ngày 28 tháng 10 năm 1918, Cộng hòa Tiệp Khắc (bao gồm Séc và Slovakia ngày nay) tuyên bố độc lập. Hiệp ước St. Germain ký kết vào tháng 9 năm 1919 đã chính thức công nhận nền cộng hòa mới của Tiệp Khắc. Sau đó, Ruthenia cũng sáp nhập vào Tiệp Khắc vào tháng 6 năm 1920. Quốc gia Tiệp Khắc mới thành lập có dân số khoảng 13,5 triệu người, thừa hưởng 70-80% các cơ sở công nghiệp của Áo-Hung. Lúc đó Tiệp Khắc nằm trong 10 nước công nghiệp hóa nhất thế giới.
Trước chiến tranh thế giới thứ hai, chính quyền phát xít ở Đức bắt đầu đe dọa tiến hành xâm lược Trung Âu. Sau khi sáp nhập nước Áo vào lãnh thổ Đức, Tiệp Khắc trở thành mục tiêu tiếp theo của phát xít Đức. Tháng 4 năm 1938, Đức nêu yêu sách đòi vùng đất Sudetenland của Tiệp Khắc. Ngày 29 tháng 9 năm 1938, Hiệp ước München ký kết. Anh, Pháp vì không muốn chiến tranh với Đức đã quyết định bỏ liên minh quân sự với Tiệp Khắc. Và hậu quả là đến ngày 16 tháng 3 năm 1939, toàn bộ lãnh thổ Tiệp Khắc đã bị Đức chiếm đóng. Trong những năm Chiến tranh thế giới thứ hai, khoảng 390.000 người dân thành thị trong đó có 83.000 người Do Thái đã bị giết hại hoặc bị hành quyết. Hàng trăm ngàn người đã bị đưa vào các nhà tù và các trại tập trung để làm việc. Chiến tranh kết thúc vào ngày 9 tháng 5 năm 1945 với việc cuộc khởi nghĩa Praha lật đổ ách thống trị của phát xít Đức thành công và quân đội Liên Xô và Hoa Kỳ tiến vào Tiệp Khắc.
Từ năm 1945-1946, đa phần người Đức thiểu số (khoảng 2,7 triệu người) đã bị trục xuất khỏi Tiệp Khắc sang Đức và Áo. Sau Chiến tranh thế giới thứ hai, Đảng Cộng sản Tiệp Khắc phát triển nhanh hơn do sự thất vọng của người Tiệp Khắc đối với phương Tây vì đã bỏ rơi họ trong Hiệp ước München và do ảnh hưởng ngày càng mạnh của Liên Xô. Trong cuộc bầu cử năm 1946, Đảng Cộng sản đã giành tỉ lệ phiếu 38%, trở thành chính đảng lớn nhất và chính thức cầm quyền từ tháng 2 năm 1948. Sau đó, Đảng Cộng sản Tiệp Khắc đã xây dựng 1 chính quyền toàn cộng sản.

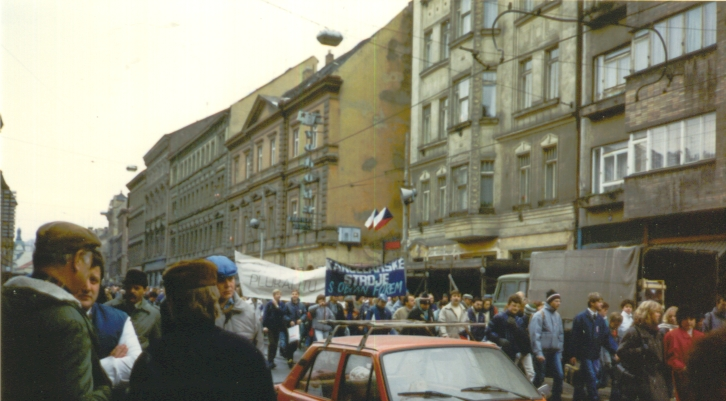
Biểu tình trong cuộc Cách mạng Nhung lụa 1989

Sau khi nắm quyền, Đảng Cộng sản Tiệp Khắc đã quốc hữu hóa các ngành kinh tế, xây dựng nền kinh tế kế hoạch. Kinh tế tăng trưởng nhanh hơn trong thập niên 1950 và thập niên 1960 sau đó bắt đầu giảm sút từ thập niên 1970 và rơi vào khủng hoảng hơn. Chính quyền cộng sản trở nên thiếu dân chủ hơn. Năm 1968, phong trào Mùa Xuân Praha bùng nổ đòi mở rộng tự do dân chủ và thực hiện đa nguyên chính trị nhưng sau đó bị quân đội Liên Xô đàn áp và dập tắt.
Tháng 11 năm 1989, cuộc Cách mạng Nhung lụa đưa Tiệp Khắc trở lại quá trình dân chủ. Ngày 1 tháng 1 năm 1993, Tiệp Khắc diễn ra cuộc "chia li trong hòa bình". 2 dân tộc Séc và Slovakia tách ra thành lập 2 quốc gia mới là Cộng hòa Séc và Cộng hòa Slovakia.

### Cộng hòa Séc (từ 1993)
Sau khi trở thành 1 quốc gia độc lập vào năm 1993, quốc hội Cộng hòa Séc đã quyết định giữ nguyên lá cờ của Liên bang Tiệp Khắc cũ làm lá cờ của Cộng hòa Séc. Cùng năm đó, nước này gia nhập Liên Hợp Quốc. Đến năm 1995, Cộng hòa Séc trở thành thành viên của Tổ chức Hợp tác và Phát triển Kinh tế (OECD) và Tổ chức Thương mại Thế giới (WTO). Ngày 12 tháng 3 năm 1999, Cộng hòa Séc gia nhập NATO. Vào năm 2004, cùng với 9 quốc gia Đông Âu và Nam Âu khác, Cộng hòa Séc đã trở thành thành viên của Liên minh châu Âu. Kinh tế Cộng hòa Séc đi theo nền kinh tế thị trường và trên đà phát triển song vẫn đối mặt với nhiều thách thức.

## Địa lý

### Địa hình

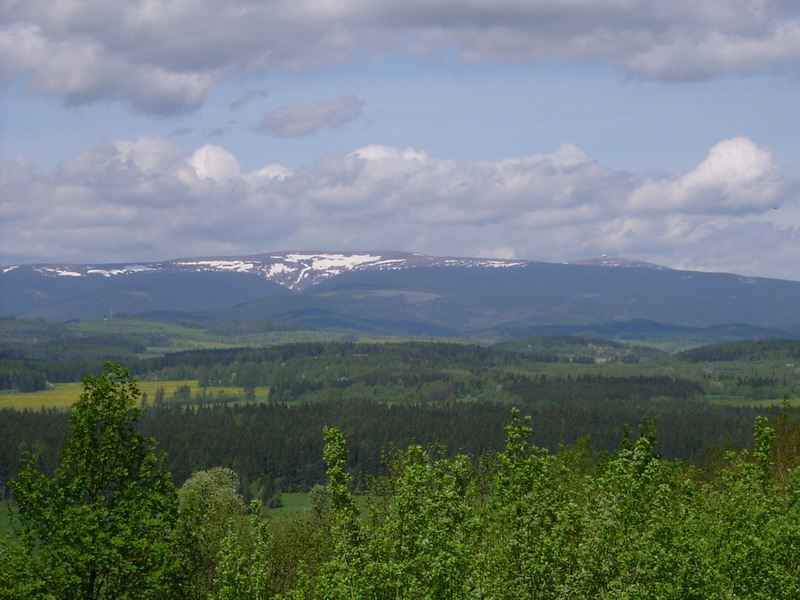
1 vùng thôn quê

Về mặt địa lý, Cộng hòa Séc nằm ở khu vực Trung Âu còn theo phân loại của Liên Hợp Quốc thì nước này thuộc khu vực Đông Âu. Về mặt lịch sử và văn hóa, Cộng hòa Séc bị xem là có liên hệ gần gũi hơn với các nước Đông Âu đặc biệt là trong thời kỳ Chiến tranh Lạnh.
Diện tích Cộng hòa Séc xếp hàng thứ 115 thế giới (xem Danh sách quốc gia theo diện tích). Tổng diện tích của nước này là 78.886 km², trong đó phần đất chiếm 77.276 km² và phần nước chiếm 1.590 km². Do bị bao quanh bởi các quốc gia khác nên Cộng hòa Séc không giáp biển. Nước này có chung đường biên giới 1.881 km với các nước Đức về phía tây, Ba Lan về phía đông bắc, Slovakia về phía đông nam và Áo về phía nam.
Về mặt lịch sử, lãnh thổ Cộng hòa Séc có thể chia làm 3 vùng lịch sử: Bohemia, Moravia và Silesia. Silesia chỉ có 1 phần lãnh thổ ở Cộng hòa Séc.
Địa hình nước này có thể chia thành 2 miền chính: Bohemia ở phía tây và Moravia ở phía đông. Địa hình Bohemia có cấu trúc như 1 bồn địa gồm những đồng bằng và cao nguyên bao bọc xung quanh bởi những dãy núi như dãy Karkonosze và dãy Sudeten. Đỉnh núi Snezka tại Bohemia và ngọn núi cao nhất Cộng hòa Séc (1602 m). Trong khi địa hình Bohemia bằng phẳng hơn thì ngược lại, địa hình Moravia chủ yếu là đồi núi. Cộng hòa Séc là nơi bắt nguồn của sông Elbe, sông Vltava ở xứ Bohemia và sông Morava ở xứ Moravia. Các con sông của nước này chảy vào các biển khác nhau như: biển Bắc, biển Baltic và biển Đen.
Về khoáng sản, Cộng hòa Séc có 1 số tài nguyên như than đá, than chì, cao lanh, đất sét, gỗ xây dựng...

### Khí hậu
Cộng hòa Séc nằm trong khu vực khí hậu ôn hòa. Do nằm sâu trong lục địa và không còn chịu các tác động của biển nên Cộng hòa Séc có khí hậu ôn đới lục địa, 1 nguyên nhân gây ra sự chênh lệch giữa thời tiết mùa hạ và mùa đông tại nước này. Sự đa dạng của địa hình cũng góp phần làm nên sự đa dạng của các kiểu khí hậu khác nhau tại Cộng hòa Séc.
Nhìn chung trên toàn lãnh thổ Cộng hòa Séc, khí hậu về mùa đông không khắc nghiệt như 1 số nước. Nhiệt độ trung bình thấp nhất tại nước này vào tháng 1, tháng lạnh nhất trong năm là -5,4 °C. Tuyết thường rơi nhiều hơn tại 1 số vùng núi nhưng tan nhanh hơn tại các vùng thấp hơn của Cộng hòa Séc khiến cho mùa đông ở nước này ẩm hơn. Khi mùa đông kết thúc, băng tuyết tan chảy làm mực nước các con sông dâng lên và thỉnh thoảng có thể gây lũ. Mùa hè tại Cộng hòa Séc có nhiệt độ trung bình cao nhất vào tháng 7, tháng nóng nhất tại Cộng hòa Séc là 23,3 °C. Mùa hè tại nước này có nhiều mưa hơn 1 số nước. Những trận bão từ Đại Tây Dương có thể tràn vào nước này cũng mang theo 1 lượng mưa bổ sung. Nhiệt độ và lượng mưa giảm dần về mùa thu và các rừng cây bắt đầu rụng lá.

## Chính trị

### Hệ thống chính trị
Séc là một nước cộng hòa đại nghị theo hệ thống đa đảng. Quốc hội là cơ quan lập pháp lưỡng viện, gồm Hạ viện (tiếng Séc: Poslanecká sněmovna)  và Thượng viện (tiếng Séc: Senát). Hạ viện gồm 200 hạ nghị sĩ được bầu theo hệ thống đại diện tỷ lệ với ngưỡng bầu cử 5% từ 14 đơn vị bầu cử tương ứng với các vùng của Séc. Nhiệm kỳ của Hạ viện là bốn năm. Thượng viện gồm 81 thượng nghị sĩ được bầu theo hệ thống bầu cử hai vòng từ các đơn vị bầu cử một thành viên. Nhiệm kỳ của Thượng viện là sáu năm, cứ hai năm bầu lại một phần ba số thượng nghị sĩ.
Tổng thống là nguyên thủ quốc gia mang tính nghi lễ. Từ năm 2013, tổng thống được bầu trực tiếp với nhiệm kỳ năm năm, trước đó tổng thống do Quốc hội bầu. Tổng thống bổ nhiệm thủ tướng và thành viên nội các theo đề nghị của thủ tướng. Một số nhà bình luận nhận định rằng kể từ khi bầu trực tiếp tổng thống, hệ thống chính trị của Séc đang chuyển đổi từ thể chế đại nghị thành bán tổng thống. Thủ tướng là người đứng đầu chính phủ và lãnh đạo Chính phủ. Chính phủ thực hiện quyền hành pháp và chịu trách nhiệm trước Hạ viện.
Tòa án Hiến pháp (hay Tòa án Lập pháp) của Cộng hòa Séc gồm có 15 thành viên và có nhiệm kỳ 10 năm. Các thành viên của Tòa án Hiến pháp do tổng thống chỉ định và thông qua bởi thượng viện.
Là quốc gia đa đảng, chính trường Cộng hòa Séc có sự tham gia của các đảng phái. Chẳng hạn trong kỳ bầu cử vào Hạ viện Quốc hội Séc tiến hành ngày 28 và 29 tháng 5 năm 2010 đã có 27 đảng phái và tổ chức chính trị đăng ký tham gia. 2 đảng có ảnh hưởng lớn nhất ở Cộng hòa Séc là Đảng Dân chủ Công dân (Občanská demokratická strana) và Đảng Xã hội Dân chủ Séc (Česká strana sociálně demokratická).

### Đối ngoại

Quốc gia miễn thị thực nhập cảnh cho công dân Séc (xanh lá), Liên minh châu Âu (xanh dương)

Séc là một thành viên Liên Hợp Quốc, Liên minh châu Âu, NATO, Tổ chức Hợp tác và Phát triển Kinh tế, Ủy hội châu Âu và là một quan sát viên Tổ chức các quốc gia châu Mỹ. Séc có một trong những Chỉ số hòa bình toàn cầu cao nhất trong những thập kỷ gần đây.

### Quân đội
Quân đội Séc gồm có lục quân, không quân và lực lượng hậu cần đặc biệt. Quân đội Séc là 1 phần của Quân đội Tiệp Khắc trước kia vốn là 1 trụ cột của Hiệp ước Warsaw cho đến năm 1989. Từ khi gia nhập NATO vào ngày 12 tháng 3 năm 1999, lực lượng quân đội Séc đã có những sự thay đổi đa phương diện. Tuy số lượng binh lính giảm xuống còn khoảng 67.000 nhưng về mặt chất lượng lại nâng cao và trình độ tổ chức chuyên nghiệp hơn. Năm 2004, chế độ nghĩa vụ quân sự bắt buộc bị giải thể.
Lực lượng quân đội Séc ngoài nhiệm vụ phòng thủ, bảo vệ đất nước còn tham gia lực lượng gìn giữ hòa bình của Liên Hợp Quốc tại Iraq, Afghanistan, Bosna và Hercegovina, Kosovo. Năm 2005, ngân sách quốc phòng của Cộng hòa Séc đạt khoảng hơn 2 tỉ USD chiếm 1,81% GDP.

### Phân cấp hành chính

Bản đồ các khu vực của Cộng hòa Séc

Bắt đầu từ năm 2000, Cộng hòa Séc chia thành 13 khu vực (kraje hoặc kraj) và 1 thủ đô. Mỗi khu vực có 1 Hội đồng Địa phương (krajské zastupitelstvo) bầu chọn qua bầu cử và người lãnh đạo riêng (hejtman). Ở Praha, quyền lực do Hội đồng Thành phố và thị trưởng của Praha thi hành.
| Ký hiệu | Khu vực                                     | Thủ phủ                           | Dân số (năm 2004) | Dân số (năm 2007) |
| ------- | ------------------------------------------- | --------------------------------- | ----------------- | ----------------- |
| A       | Thủ đô Praha (Hlavní město Praha)           | Thủ đô Praha (Hlavní město Praha) | 1.170.571         | 1.194.407         |
| S       | Vùng Trung Bohemia (Středočeský kraj)       | văn phòng đặt tại Praha           | 1.144.071         | 1.181.374         |
| C       | Vùng Nam Bohemia (Jihočeský kraj)           | České Budějovice                  | 625.712           | 630.487           |
| P       | Vùng Plzeň (Plzeňský kraj)                  | Plzeň                             | 549.618           | 555.491           |
| K       | Vùng Karlovy Vary (Karlovarský kraj)        | Karlovy Vary                      | 304.588           | 305.348           |
| U       | Vùng Ústí nad Labem (Ústecký kraj)          | Ústí nad Labem                    | 822.133           | 824.490           |
| L       | Vùng Liberec (Liberecký kraj)               | Liberec                           | 427.563           | 431.523           |
| H       | Vùng Hradec Králové (Královéhradecký kraj)  | Hradec Králové                    | 547.296           | 550.168           |
| E       | Vùng Pardubice (Pardubický kraj)            | Pardubice                         | 505.285           | 508.250           |
| M       | Vùng Olomouc (Olomoucký kraj)               | Olomouc                           | 635.126           | 640.248           |
| T       | Vùng Moravia-Silesia (Moravskoslezský kraj) | Ostrava                           | 1.257.554         | 1.249.337         |
| B       | Vùng Nam Moravia (Jihomoravský kraj)        | Brno                              | 1.123.201         | 1.133.636         |
| Z       | Vùng Zlín (Zlínský kraj)                    | Zlín                              | 590.706           | 589.897           |
| J       | Vùng Vysočina (Vysočina kraj)               | Jihlava                           | 517.153           | 512.053           |

Mỗi khu vực nói trên của Cộng hòa Séc bị coi là 1 vùng cấp 3 của Liên minh châu Âu. Trong khi đó, toàn bộ lãnh thổ Cộng hòa Séc bị coi là 1 vùng cấp 2 của Liên minh châu Âu. (Xem Các vùng của Liên minh châu Âu).

## Kinh tế

GDP bình quân đầu người của Séc từ năm 1973 đến năm 2018

Séc tham gia Thị trường đơn nhất châu Âu (xanh đậm) và Khối Schengen (xanh nhạt).

Séc có một nền kinh tế thị trường xã hội phát triển, thu nhập cao định hướng xuất khẩu dựa trên dịch vụ, sản xuất và đổi mới sáng tạo với một nhà nước phúc lợi theo mô hình xã hội châu Âu. Séc tham gia Thị trường đơn nhất châu Âu với tư cách là thành viên Liên minh châu Âu, nhưng sử dụng koruna Séc thay vì euro. GDP bình quân đầu người của Séc đạt 91% trung bình của Liên minh châu Âu. Ngân hàng Quốc gia Séc điều hành chính sách tiền tệ một cách độc lập theo Hiến pháp Séc. Séc có chỉ số phát triển con người có điều chỉnh về bất bình đẳng cao thứ 12, Chỉ số Vốn con người cao thứ 24 và được tờ báo The Guardian mô tả là "một trong những nền kinh tế hưng thịnh nhất của châu Âu".
Những năm gần đây, Cộng hòa Séc đang trở thành một trong những quốc gia có nền kinh tế phát triển mạnh tại khu vực Đông Âu. Theo số liệu của Quỹ tiền tệ Quốc tế, năm 2016, GDP danh nghĩa của Cộng hòa Séc là 193.535 tỷ USD (GDP theo sức mua tương đương: 34,768 tỷ USD), thu nhập bình quân đầu người đạt 17,570 USD, cao hơn so với nhiều nước Đông Âu khác như Ba Lan, Hungary, Slovakia tuy nhiên vẫn còn thấp hơn mức trung bình của Liên minh châu Âu. Nền kinh tế nước này được đánh giá là tăng trưởng nhanh và ổn định. Năm 2007, tốc độ tăng trưởng kinh tế của nước này đạt 5,7%. Cộng hòa Séc là thành viên của nhiều tổ chức kinh tế lớn như Liên minh châu Âu, WTO và OECD.

### Các ngành kinh tế

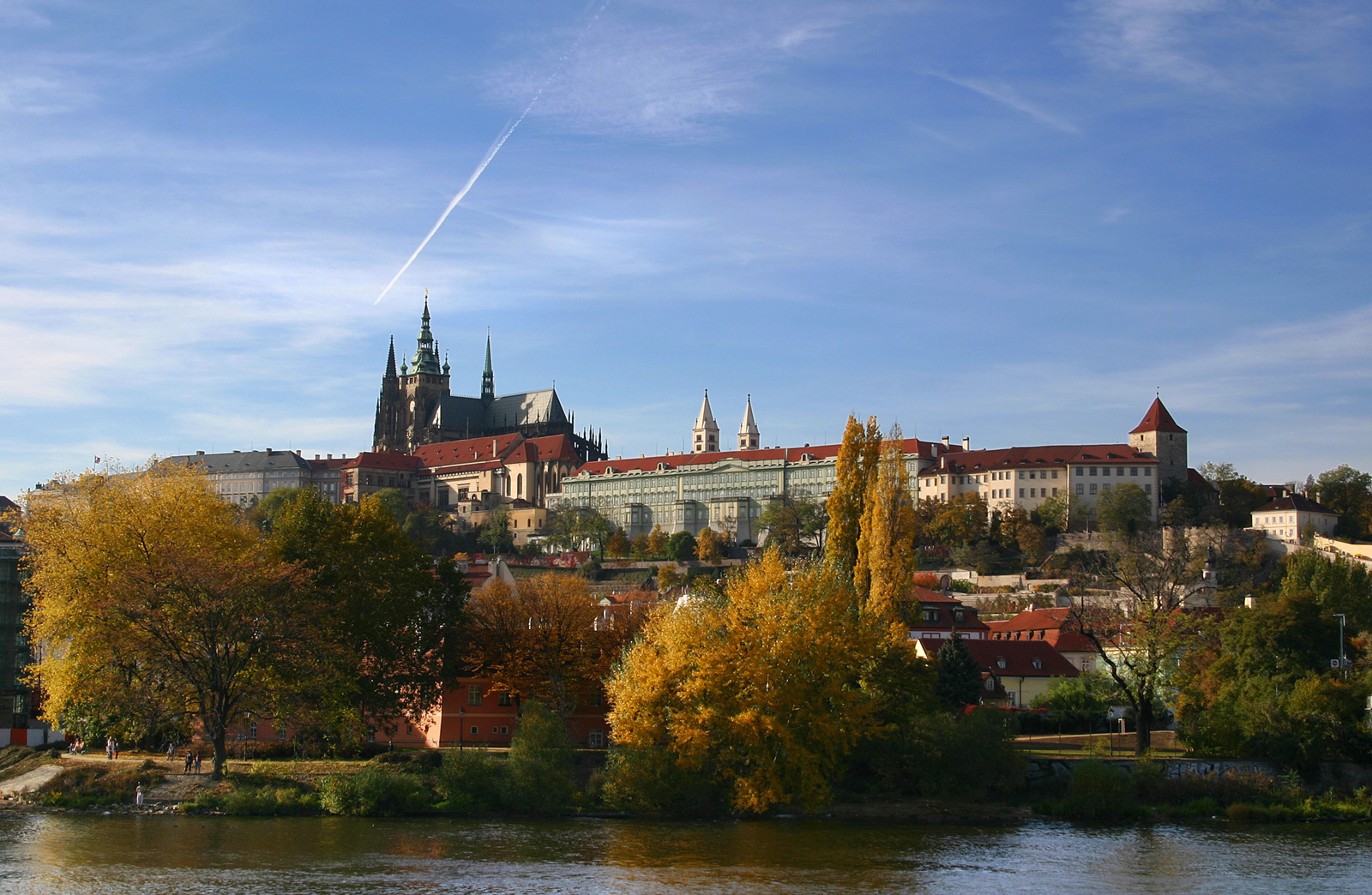
Quang cảnh Pháo đài Praha, Cộng hòa Séc

Nông nghiệp của Cộng hòa Séc không có nhiều điều kiện thuận lợi để phát triển. Các loại cây trồng chủ yếu của nước này là lúa mì, khoai tây, củ cải đường, cây hublông... Trong cơ cấu kinh tế, nông nghiệp chiếm 3,4% GDP của Cộng hòa Séc.
Vốn là một nước có sẵn những cơ sở công nghiệp từ thế kỷ XIX, nền công nghiệp của Cộng hòa Séc có nhiều điều kiện thuận lợi phát triển. Các ngành công nghiệp chính của nước này là luyện kim, sản xuất máy móc, thiết bị điện tử, phương tiện giao thông, dệt may, chất hóa học, dược phẩm, chế biến lương thực thực phẩm... Bên cạnh đó, Cộng hòa Séc rất với ngành công nghiệp sản xuất đồ gốm sứ và pha lê. Công nghiệp chiếm tỉ trọng 39,3% trong nền kinh tế. Về phương tiện giao thông, cộng hòa Séc nổi tiếng với ngành chế tạo ô tô cùng thương hiệu ô tô Skoda - được sáng lập năm 1895 bởi Václav Klement và Václav Laurin.
Dịch vụ là lĩnh vực đóng góp nhiều nhất trong nền kinh tế, chiếm 57,3% GDP. Các ngành ngân hàng, công nghệ thông tin, viễn thông là những động lực năng động của nền kinh tế Séc và thu hút nhiều vốn đầu tư nước ngoài. Thương mại là một hoạt động kinh tế quan trọng với các đối tác thương mại chủ yếu là Cộng hòa Liên bang Đức, Slovakia, Áo, Ba Lan... Du lịch cũng là một thế mạnh của Cộng hòa Séc. Năm 2001, doanh thu từ du lịch mang về cho nước này khoảng 118 tỉ koruna, đóng góp tới 5,5% GNP của nước này. Thủ đô Praha thường là lựa chọn hàng đầu của du khách với rất nhiều các công trình văn hóa, lịch sử nổi tiếng. Những khu du lịch spa như Karlovy Vary thường là điểm đến được yêu thích vào các kỳ nghỉ. Những lễ hội âm nhạc hay bia của Cộng hòa Séc cũng góp phần làm đất nước này trở thành một địa điểm du lịch hấp dẫn.

### Tiền tệ
Đồng tiền chính thức hiện nay của Cộng hòa Séc là đồng koruna. Trong tiếng Séc, từ koruna có nghĩa là "vương miện". Đồng tiền này chính thức được sử dụng từ ngày 18 tháng 2 năm 1993 sau khi Cộng hòa Séc và Slovakia tách khỏi Tiệp Khắc. Ký hiệu trong giao dịch quốc tế của đồng koruna Séc theo ISO 4217 là CZK.
Đồng tiền koruna của Cộng hòa Séc bắt đầu tham gia các tỷ giá hối đoái từ năm 1995 và được thả nổi kể từ năm 1999. Trong năm 2007, chỉ số lạm phát của đồng tiền này là 2,4% và đã được duy trì ổn định trong suốt nhiều năm qua. Cộng hòa Séc có kế hoạch gia nhập khu vực sử dụng đồng tiền chung châu Âu (euro) vào năm 2012 nhưng sau đó đã tuyên bố hoãn lại. Đầu năm 2008, Ngân hàng Quốc gia Séc tuyên bố sẽ lùi thời hạn gia nhập khu vực đồng tiền chung đến năm 2019.

### Cơ sở hạ tầng
- Năng lượng: Cộng hòa Séc nhìn chung nghèo tài nguyên về năng lượng, ngoại trừ một ít dầu mỏ và khí gas ở miền nam Moravia. Hiện nay nước này đang hạn chế dần việc sử dụng than làm chất đốt vì vì sản sinh ra nhiều khí nhà kính gây ô nhiễm môi trường. Năng lượng nguyên tử chiếm 30% tổng nhu cầu năng lượng hiện nay ở Cộng hòa Séc, và dự kiến có thể tăng lên 40% trong những năm tới. Khí gas tự nhiên được nhập khẩu từ nước ngoài và là một khoản chi tiêu lớn của Cộng hòa Séc. Gas được nhập từ tập đoàn Gazprom của Nga qua các đường ống trung chuyển ở Ukraina và nhập từ các công ty của Na Uy, được vận chuyển qua Đức. Sản lượng điện năm 2005 đạt 77,38 tỷ Kwh và ngoài đáp ứng tiêu thụ trong nước, Cộng hòa Séc xuất khẩu gần 25 tỷ KWh điện năng.
- Giao thông: là trái tim của châu Âu nên Cộng hòa Séc có mạng lưới giao thông dày đặc và khá phát triển. Đường sắt có tổng chiều dài 16.053 km (năm 2005) và mật độ đường sắt cao nhất trong Liên minh châu Âu: 120 km trên 1.000 km vuông[32]. Hàng năm đường sắt nước này chuyên chở khoảng 178 triệu hành khách và 100 triệu mét khối hàng hóa. Công ty "Đường sắt Séc" chiếm 99% tổng hành khách vận chuyển bằng đường sắt. Đường bộ của Cộng hòa Séc có trên 6.174 km đường quốc lộ cao tốc hạng nhất (giới hạn tốc độ 130 km/h) nối thủ đô và các thành phố chính như Brno, Plzeň, Příbram... và hòa vào hệ thống đường cao tốc châu Âu tạo thành xương sống của hệ thống đường bộ nước này[33]. Đường bộ cấp thấp hơn có tổng chiều dài 48.778 km[34]. Về đường hàng không, Cộng hòa Séc có khoảng 60 sân bay công cộng trong đó lớn nhất là Sân bay quốc tế Pragua hàng năm đón khoảng 11 triệu lượt khách[35]. Hãng hàng không quốc gia là Czech Airlines có đường bay đến những thành phố lớn ở châu Âu, Bắc Mỹ, Châu Á, Trung Đông và Bắc Phi. Đường sông chủ yếu tập trung ở ba con sông chính là Labe, Vltava và Berounka với tổng chiều dài khoảng 300 km. Vận tải thủy chiếm từ 2 đến 5% lượng hàng hóa xuất nhập khẩu và có vai trò quan trọng trong thương mại với Đức, Bỉ và Hà Lan, ngoài ra nó cũng phục vụ cho du lịch.[36] Giao thông công cộng ở các thành phố lớn cũng khá thuận tiện với các phương tiện chủ yếu là xe bus, tàu điện, ngoài ra thủ đô Prague bắt đầu có tàu điện ngầm từ ngày 9 tháng 5 năm 1974, chiều dài đường tàu điện ngầm khoảng 54 km.[37]
- Thông tin và truyền thông: Cộng hòa Séc có trên 3,2 triệu thuê bao cố định (2005) và trên 12 triệu thuê bao di động (2006). Số người sử dụng điện thoại di động tăng mạnh từ giữa thập niên 1990 và đến nay đạt 120 thuê bao trên 100 người. Hệ thống thông tin nội địa đã được nâng cấp thiết bị ADSL để tạo điều kiện thuận lợi cho sử dụng Internet và 93% dung lượng trao đổi dưới dạng kỹ thuật số. Để phục vụ viễn thông quốc tế, Cộng hòa Séc có 6 vệ tinh: 2 Intersputnik, 1 Intelsat, 1 Eutelsat, 1 Inmarsat và 1 Globalstar[38]. Cộng hòa Séc có 4 đài truyền hình ở phạm vi toàn quốc và trên 20 đài khu vực trong đó Czech Television, TV Nova và Prima TV là những hãng lớn nhất. Cộng hòa Séc là nước Đông Âu đầu tiên cho phép tư nhân phát sóng truyền hình năm 1994[39]. Nước này cũng có 7 đài phát thanh toàn quốc, 76 đài phát thanh địa phương. Internet khá phát triển với những nhà cung cấp dịch vụ chính là Seznam, Centrum, Atlas, iDnes, Volny và Tiscali.

## Nhân khẩu
| 1857 | 7.016.531  | —     | 1930 | 10.674.386 | 6.6%   | 2013 | 10.513.300 |  |
| 1869 | 7.617.230  | 8.6%  | 1950 | 8.896.133  | -16.7% |      |            |  |
| 1880 | 8.222.013  | 7.9%  | 1961 | 9.571.531  | 7.6%   |      |            |  |
| 1890 | 8.665.421  | 5.4%  | 1970 | 9.807.697  | 2.5%   |      |            |  |
| 1900 | 9.372.214  | 8.2%  | 1980 | 10.291.927 | 4.9%   |      |            |  |
| 1910 | 10.078.637 | 7.5%  | 1991 | 10.302.215 | 0.1%   |      |            |  |
| 1921 | 10.009.587 | -0.7% | 2001 | 10.230.060 | -0.7%  |      |            |  |

Dân số Cộng hòa Séc từng rơi vào khoảng 10,3 triệu người. Dân số tại đây đã có những biến động. Số liệu thống kê năm 1857 cho thấy dân số của vùng đất Séc lúc đó là khoảng 7 triệu người. Sau đó con số này tăng dần qua các năm và đến đầu thế kỷ 20 thì đạt xấp xỉ 9,4 triệu dân. Sang năm 1910, dân số của Séc vượt qua ngưỡng 10 triệu. Các cuộc Chiến tranh thế giới thứ nhất và Chiến tranh thế giới thứ hai đã khiến cho dân số của nước này giảm sút. Sau chiến tranh, số lượng nhân khẩu của nước này tiếp tục phục hồi. Hiện nay dân số Cộng hòa Séc lại có chiều hướng giảm xuống tuy phần nào đỡ hơn 1 số nước Đông Âu khác. Theo báo cáo dân số năm 2006 của Liên Hợp Quốc, tốc độ tăng dân số của Cộng hòa Séc là -0,03%. Nguyên nhân là do tỉ lệ sinh của nước này giảm cùng với việc Cộng hòa Séc gia nhập EU năm 2004 làm xuất hiện dòng người nhập cư sang các nước phát triển hơn ở Tây Âu kiếm sống.

### Đô thị
| 20 municipalities lớn nhất tại Séc Cục Thống kê Séc - 1 tháng 1 năm 2025 | 20 municipalities lớn nhất tại Séc Cục Thống kê Séc - 1 tháng 1 năm 2025 | 20 municipalities lớn nhất tại Séc Cục Thống kê Séc - 1 tháng 1 năm 2025 | 20 municipalities lớn nhất tại Séc Cục Thống kê Séc - 1 tháng 1 năm 2025 | 20 municipalities lớn nhất tại Séc Cục Thống kê Séc - 1 tháng 1 năm 2025 | 20 municipalities lớn nhất tại Séc Cục Thống kê Séc - 1 tháng 1 năm 2025 | 20 municipalities lớn nhất tại Séc Cục Thống kê Séc - 1 tháng 1 năm 2025 | 20 municipalities lớn nhất tại Séc Cục Thống kê Séc - 1 tháng 1 năm 2025 | 20 municipalities lớn nhất tại Séc Cục Thống kê Séc - 1 tháng 1 năm 2025 | 20 municipalities lớn nhất tại Séc Cục Thống kê Séc - 1 tháng 1 năm 2025 |
|                                                                          | Hạng                                                                     |                                                                          | Vùng                                                                     | Dân số                                                                   | Hạng                                                                     |                                                                          | Vùng                                                                     | Dân số                                                                   |                                                                          |
| ------------------------------------------------------------------------ | ------------------------------------------------------------------------ | ------------------------------------------------------------------------ | ------------------------------------------------------------------------ | ------------------------------------------------------------------------ | ------------------------------------------------------------------------ | ------------------------------------------------------------------------ | ------------------------------------------------------------------------ | ------------------------------------------------------------------------ | ------------------------------------------------------------------------ |
| Prague Brno                                                              | 1                                                                        | Prague                                                                   | Prague                                                                   | 1,397,880                                                                | 11                                                                       | Zlín                                                                     | Zlín                                                                     | 74,684                                                                   | Ostrava Plzeň                                                            |
| Prague Brno                                                              | 2                                                                        | Brno                                                                     | South Moravian                                                           | 402,739                                                                  | 12                                                                       | Kladno                                                                   | Trung Bohemia                                                            | 69,664                                                                   | Ostrava Plzeň                                                            |
| Prague Brno                                                              | 3                                                                        | Ostrava                                                                  | Moravian-Silesian                                                        | 283,187                                                                  | 13                                                                       | Havířov                                                                  | Moravian-Silesian                                                        | 68,674                                                                   | Ostrava Plzeň                                                            |
| Prague Brno                                                              | 4                                                                        | Plzeň                                                                    | Plzeň                                                                    | 187,928                                                                  | 14                                                                       | Most                                                                     | Ústí nad Labem                                                           | 63,474                                                                   | Ostrava Plzeň                                                            |
| Prague Brno                                                              | 5                                                                        | Liberec                                                                  | Liberec                                                                  | 108,090                                                                  | 15                                                                       | Opava                                                                    | Moravian-Silesian                                                        | 55,109                                                                   | Ostrava Plzeň                                                            |
| Prague Brno                                                              | 6                                                                        | Olomouc                                                                  | Olomouc                                                                  | 103,063                                                                  | 16                                                                       | Jihlava                                                                  | Vysočina                                                                 | 54,624                                                                   | Ostrava Plzeň                                                            |
| Prague Brno                                                              | 7                                                                        | České Budějovice                                                         | South Bohemian                                                           | 97,231                                                                   | 17                                                                       | Frýdek-Místek                                                            | Moravian-Silesian                                                        | 53,590                                                                   | Ostrava Plzeň                                                            |
| Prague Brno                                                              | 8                                                                        | Hradec Králové                                                           | Hradec Králové                                                           | 94,311                                                                   | 18                                                                       | Teplice                                                                  | Ústí nad Labem                                                           | 50,912                                                                   | Ostrava Plzeň                                                            |
| Prague Brno                                                              | 9                                                                        | Pardubice                                                                | Pardubice                                                                | 92,319                                                                   | 19                                                                       | Karlovy Vary                                                             | Karlovy Vary                                                             | 49,073                                                                   | Ostrava Plzeň                                                            |
| Prague Brno                                                              | 10                                                                       | Ústí nad Labem                                                           | Ústí nad Labem                                                           | 90,866                                                                   | 20                                                                       | Karviná                                                                  | Moravian-Silesian                                                        | 48,937                                                                   | Ostrava Plzeň                                                            |

### Dân tộc
Theo kết quả điều tra dân số năm 2021, thành phần dân tộc của dân số Séc gồm người Séc (57,3%), người Moravia (3,4%), người Slovak (0,9%), người Ukraina (0,7%), người Việt (0,3%), người Ba Lan (0,3%), người Nga (0,2%), người Silesia (0,1%) và người Đức (0,1%). 4,0% tuyên bố thuộc hai dân tộc (3,6% dân tộc Séc và một dân tộc khác), trong khi 31,6% không tuyên bố dân tộc. Ước tính có khoảng 250.000 người Digan tại Séc. Cộng đồng người Ba Lan chủ yếu sinh sống tại vùng Trans-Olza.
Bên cạnh các dân tộc có nguồn gốc từ các quốc gia láng giềng trong khu vực còn có 1 số dân tộc khác mới nhập cư vào Séc trong thế kỷ XX. Khi cuộc nội chiến Hy Lạp xảy ra, 1 số người Hy Lạp đã chạy sang Tiệp Khắc đầu tiên là những trẻ em tị nạn vào năm 1948-1949 rồi tiếp đó là thân nhân và cả những người cánh tả tại Hy Lạp. Cộng đồng người gốc Á lớn nhất tại Cộng hòa Séc là người Việt Nam. Người Việt Nam đến Tiệp Khắc lần đầu vào năm 1956 để du học theo thỏa thuận về giáo dục giữa hai chính phủ cộng sản lúc bấy giờ. Số người Việt Nam nhập cư vào Cộng hòa Séc tăng nhanh hơn cho đến khi chế độ xã hội chủ nghĩa tại nước này sụp đổ vào năm 1989. Thế hệ đầu tiên của người Việt Nam tại đây chủ yếu kinh doanh trong những cửa hàng còn thế hệ người Việt tiếp theo sinh ra tại Séc có những thành tích học tập nhất định. Trong năm 2009, có khoảng 70.000 người Việt tại Cộng hòa Séc. Ngày 3 tháng 7 năm 2013, chính phủ Cộng hòa Séc công nhận cộng đồng người Việt tại Séc trở thành dân tộc thứ 14 của quốc gia này.
Người Do Thái từng có 1 cộng đồng lớn hơn tại Cộng hòa Séc nhưng đa phần họ trong Thế chiến Thứ 2 đã bị Đức Quốc Xã tàn sát. Tại Séc những nét văn hóa của người Do Thái đã được gìn giữ đặc biệt là tại thủ đô Praha

### Tôn giáo
| Tôn giáo tại Cộng hòa Séc (2011) | Tôn giáo tại Cộng hòa Séc (2011) | Tôn giáo tại Cộng hòa Séc (2011) | Tôn giáo tại Cộng hòa Séc (2011) | Tôn giáo tại Cộng hòa Séc (2011) |
| -------------------------------- | -------------------------------- | -------------------------------- | -------------------------------- | -------------------------------- |
|                                  |                                  |                                  |                                  |                                  |
| Không tôn giáo                   | Không tôn giáo                   |                                  | 44.7%                            | 44.7%                            |
| Vô thần                          | Vô thần                          |                                  | 34.5%                            | 34.5%                            |
| Công giáo Roma                   | Công giáo Roma                   |                                  | 10.5%                            | 10.5%                            |
| Khác                             | Khác                             |                                  | 6.8%                             | 6.8%                             |
| Phi Cơ đốc giáo                  | Phi Cơ đốc giáo                  |                                  | 1.1%                             | 1.1%                             |
| Tin lành                         | Tin lành                         |                                  | 1%                               | 1%                               |
| Tín ngưỡng                       | Tín ngưỡng                       |                                  | 0.7%                             | 0.7%                             |
| Không xác định                   | Không xác định                   |                                  | 0.7%                             | 0.7%                             |

Cộng Hòa Séc, cùng với Estonia, là một trong những nước có tỉ lệ người không tín ngưỡng cao nhất thế giới mặc dù người dân Séc từ xưa đã luôn có thái độ khoan dung đối với tôn giáo. Theo thống kê năm 2001, 59% dân số Cộng hòa Séc không theo một tôn giáo nào, một tỉ lệ khá lớn nếu so sánh với các nước láng giềng như Đức và Ba Lan .. Tôn giáo phổ biến nhất tại Cộng hòa Séc là Công giáo, chiếm tỉ lệ 26,8%. Tin Lành chiếm tỉ lệ 2,1%. Trong vòng từ năm 1991 đến năm 2001, tỉ lệ người không có tín ngưỡng tăng 19.1 phần trăm (gần hai triệu người) trong vòng 10 năm. Cơ Đốc Giáo dường như không có dấu hiệu phát triển và số người theo đạo Công giáo giảm một triệu người. Chỉ 19% người dân Séc nói rằng họ tin vào Chúa (ty lệ thấp nhì trong Liên Minh châu Âu sau Estonia với 16%)

### Giáo dục
Giáo dục phổ thông ở Cộng hòa Séc kéo dài từ 12 đến 13 năm, giáo dục tiểu học và trung học cơ sở là bắt buộc. Trẻ em đến trường khi 6 tuổi, kết thúc bậc tiểu học năm 11 tuổi và trung học cơ sở lúc 15 tuổi. Sau đó học sinh có thể học tiếp bậc phổ thông trung học 4 năm hoặc học các trường đào tạo nghề 3 năm. Tốt nghiệp phổ thông trung học hoặc đào tạo nghề, học sinh có thể học lên bậc đại học kéo dài 3 năm. Ở bậc trên đại học, đào tạo thạc sĩ mất từ 2 đến 3 năm; đào tạo tiến sĩ là 3 năm. Hệ thống giáo dục cơ sở của nước này gồm trường công, trường tư và trường tôn giáo (thường ít gặp). Năm học tại Cộng hòa Séc bắt đầu từ ngày 1 tháng 9 hoặc ngày thứ hai đầu tiên của tháng 9 (nếu ngày 1 tháng 9 là thứ bảy hoặc chủ nhật) và kết thúc vào ngày 30 tháng 6 năm sau (hoặc ngày thứ sáu cuối cùng của tháng 6). Học sinh được nghỉ trong những dịp lễ như Giáng sinh, Năm mới và Phục sinh.
Cộng hòa Séc từ lâu là một trong những trung tâm văn hóa, giáo dục quan trọng hàng đầu tại châu Âu. Năm 1348, vua Charles IV (tiếng Séc: Karel IV) đã thành lập trường Đại học Charles tại Praha (Univerzita Karlova). Ngày nay đây vẫn là trường đại học lớn và dẫn đầu về chất lượng giáo dục tại nước này.

### Y tế
Cộng hòa Séc chú trọng nâng cao sức khỏe cộng đồng với các chương trình mang tính chất phòng ngừa cũng như tích cực chống lại bệnh ung thư, hút thuốc lá,...Người dân được cung cấp dịch vụ chăm sóc sức khỏe dựa trên cơ sở bảo hiểm y tế, người bệnh không trực tiếp chi trả tiền chữa bệnh. Dịch vụ y tế có thể được cung cấp bởi cả khu vực công cộng và khu vực tư nhân với chi phí nhìn chung thấp hơn mức bình quân của châu Âu.

## Văn hóa

### Văn học

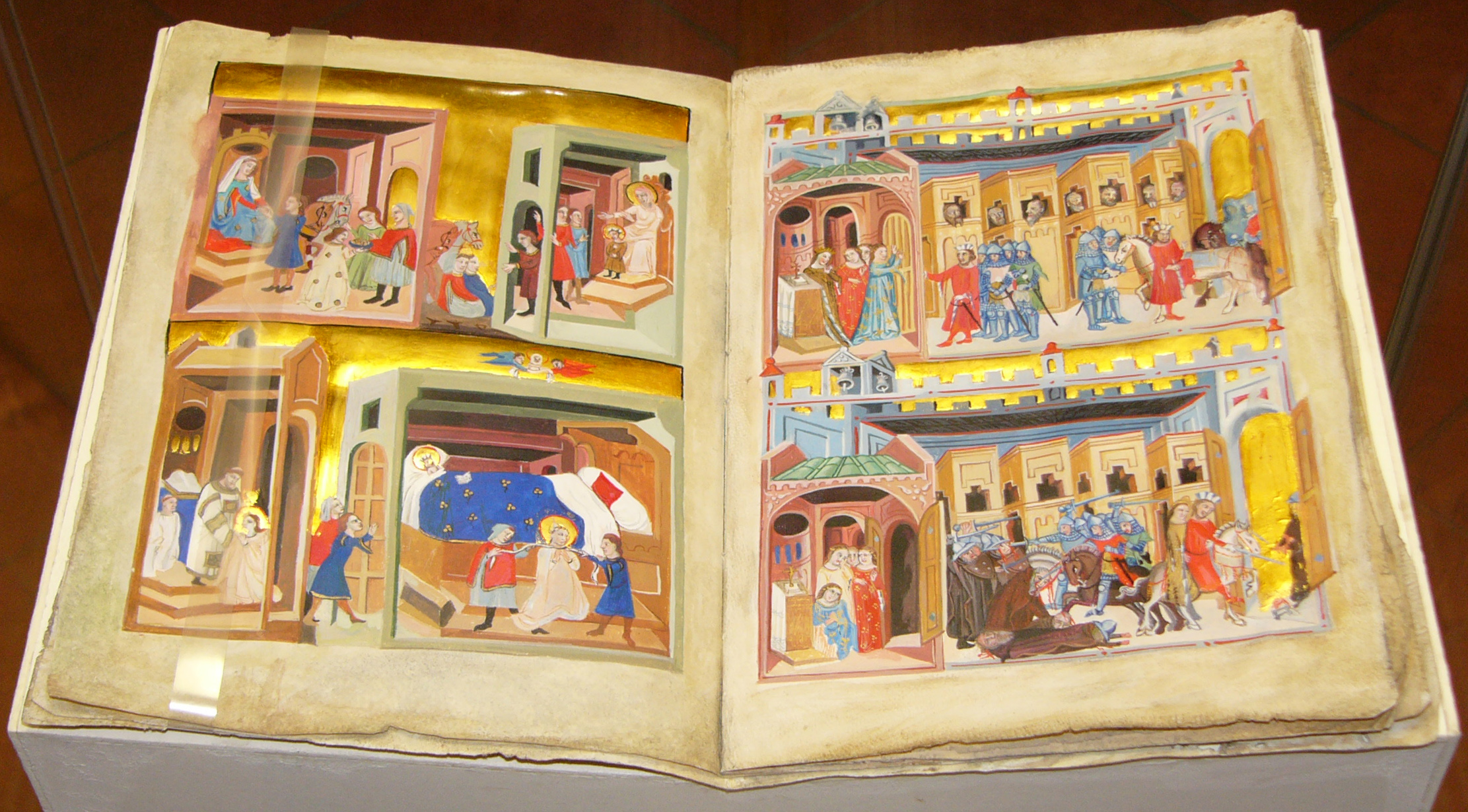
Sử biên niên Dalimil

Văn học Séc bắt nguồn từ thế kỷ VIII Công Nguyên dưới thời Đại Moravia. Hai anh em Cyril và Methodius đã được vương triều Byzantine cử tới Đại Moravia để truyền bá Đạo Thiên chúa, đồng thời sáng lập ra ngôn ngữ viết Slav đầu tiên: tiếng Slavonic cổ viết trên bảng chữ cái Glogotic, tiền thân của bảng ký tự Cyril sau này.
Sau khi Đại Moravia sụp đổ và được thay thế bởi vương triều Bohemia vào thế kỷ IX, tiếng Latinh đã dần lấn lướt tiếng Slavonic cổ để trở thành ngôn ngữ chính thức trong nền văn học Séc. Bên cạnh đó, tiếng Đức cũng trở thành một ngôn ngữ có tầm ảnh hưởng lớn tại vùng đất này cho đến tận cuối thế kỷ XIX. Vào thế kỷ XIII, dưới triều đại Premyslid của Bohemia, nền văn học Séc đã có những thay đổi đáng chú ý. Những nhà thống trị ở Bohemia bắt đầu tách họ ra khỏi nền văn học Tây Âu lúc đó nói chung và cố gắng xây dựng một nền văn học dân tộc riêng của người Séc. Thời kỳ này văn học Séc được chia làm hai thể loại chính là huyền thoại và sử thi về các anh hùng. Văn xuôi cũng bắt đầu xuất hiện trong thời gian này. Hai tác phẩm đáng chú ý xuất hiện trong giai đoạn này là cuốn từ điển Séc-Latinh và bộ sử biên niên đầu tiên viết bằng tiếng Séc: sử biên niên Dalimil.
Trong thời kỳ chiến tranh tôn giáo Hussite, văn học còn được dùng tranh luận và đả kích giữa các nhóm tôn giáo với nhau. Sự phân hóa rõ rệt thể hiện trên phương diện ngôn ngữ: tiếng Latinh được dùng bởi những người theo đạo Thiên chúa, còn tiếng Séc được dùng bởi những người theo đạo Tin lành. Trận Núi Trắng năm 1620 với thất bại của những người Tin lành đã khiến nền văn học viết bằng tiếng Séc bị ảnh hưởng. Những chính sách đồng hóa dưới thời Đế chế Áo và Đế chế Áo-Hung càng làm cho tiếng Séc có nguy cơ biến mất. Tuy nhiên Thời kỳ Khai sáng trong Đế chế Áo-Hung đã lại tạo điều kiện cho tiếng Séc có cơ hội phát triển, cùng với đó là cả một nền văn học Séc mới. Từ đó đến nay, nền văn học Séc đã trải qua nhiều thăng trầm, biến động và sản sinh ra những tác gia lớn. Franz Kafka, nhà văn gốc Do Thái của Cộng hòa Séc với những tác phẩm viết bằng tiếng Đức, ông được coi là người khơi nguồn cho văn học phi thực ở châu Âu. Năm 1984, Jaroslav Seifert đã trở thành công dân Cộng hòa Séc đầu tiên (lúc đó là Tiệp Khắc) đoạt giải thưởng Nobel về Văn học.

### Âm nhạc

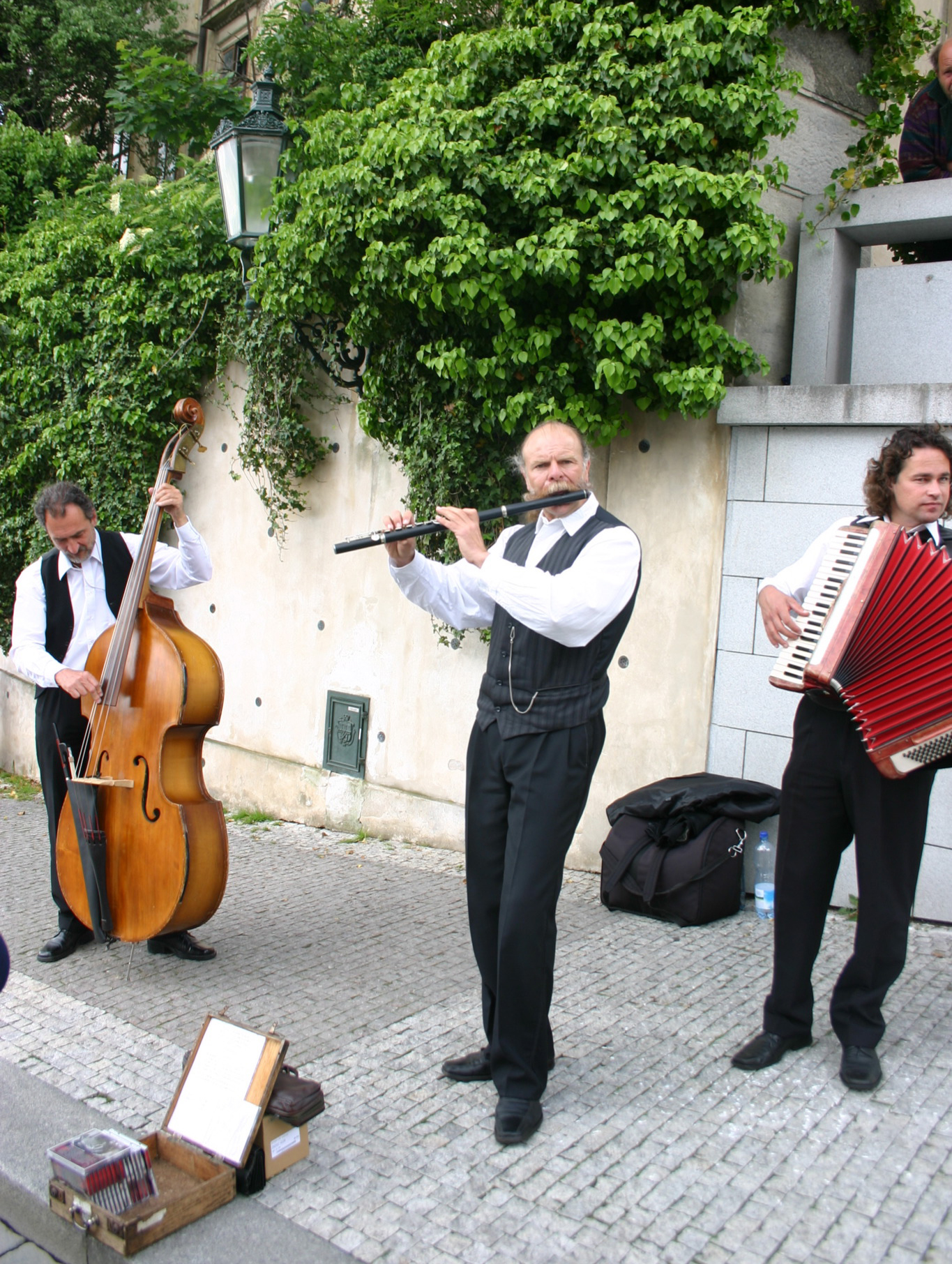
Trình diễn Polka trên một đường phố Praha

Tại Cộng hòa Séc, giao hưởng và nhạc kịch có một sư liên hệ mật thiết với các vũ khúc dân gian truyền thống của Bohemia và Moravia. Một trong những thể loại nhạc độc đáo và đặc trưng nhất của xứ Bohemia là Polka, một loại nhạc nhảy có tiết tấu nhanh và vui nhộn được hình thành vào giữa thế kỷ XIX. Nhạc Polka (tiếng Séc có nghĩa là "cô gái Ba Lan") đã nhanh chóng trở nên thịnh hành không chỉ ở châu Âu mà còn trên khắp thế giới, đồng thời nó cũng trở thành chất liệu để viết giao hưởng của hai nhạc sĩ người Áo là Johann Strauss I và Johann Strauss II. Nhạc dân gian Moravia được chơi với nhiều loại nhạc cụ như đại hồ cầm, kèn clarinet và violông. Nhạc Moravia thường biểu hiện những ảnh hưởng từ nước ngoài, đặc biệt là từ România và Ba Lan.
Ngày nay, các hình thức âm nhạc hiện đại như pop, rock and roll đang ngày càng trở nên phổ biến. Các bài hát trong tiếng Anh nhiều khi được người Séc đặt lại lời theo tiếng Séc và kết hợp với một vài phong cách truyền thống của họ.

### Lễ hội

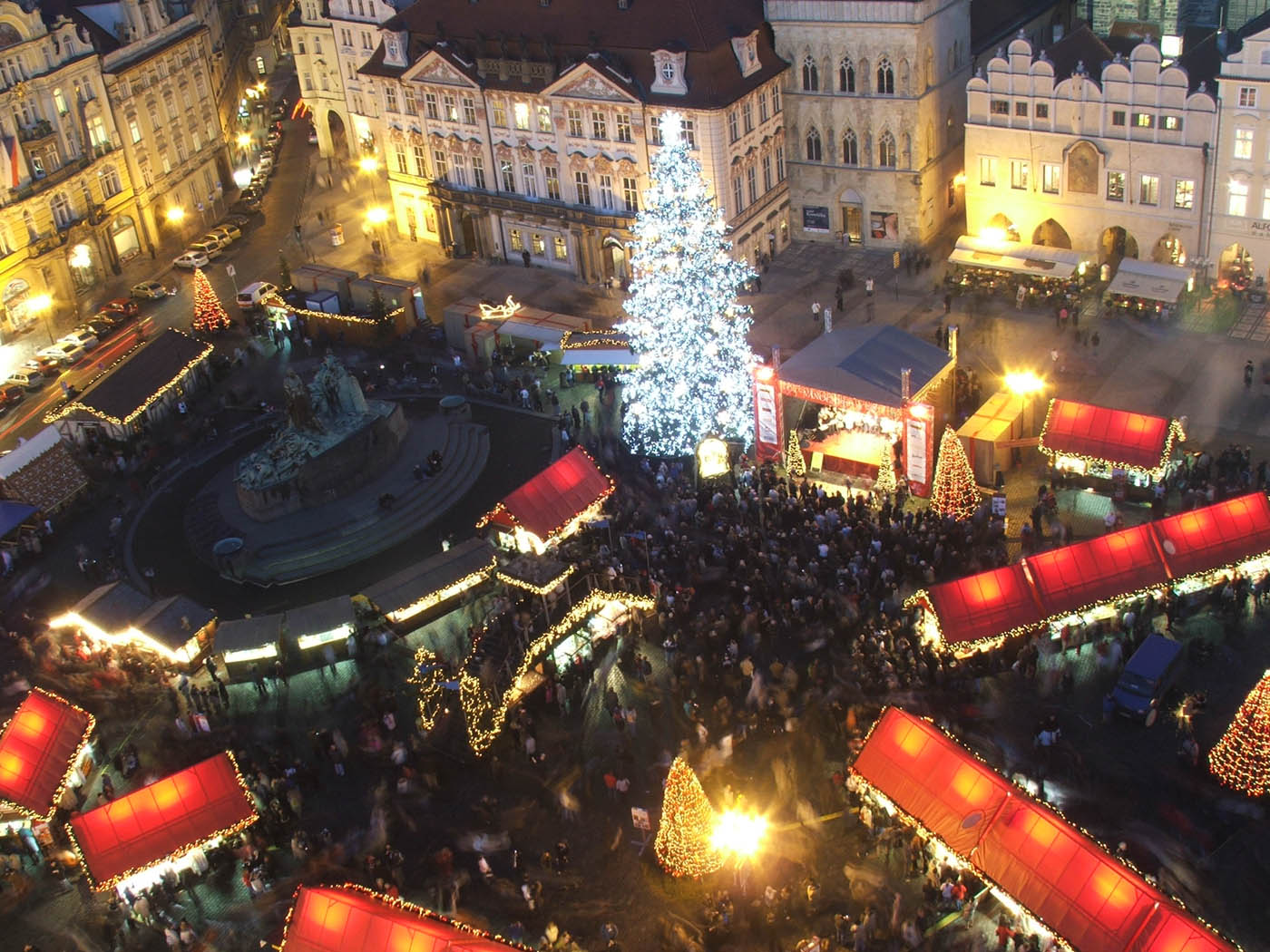
Đêm vọng Lễ Giáng Sinh ở Thủ đô Praha

Cộng hóa Séc có hai ngày quốc khánh (tức ngày độc lập). Ngày 1 tháng 1 năm 1993 là ngày Cộng hòa Séc tách ra từ Liên bang Tiệp Khắc để trở thành một quốc gia độc lập. Còn ngày quốc khánh thứ hai là 28 tháng 10 năm 1918, ngày mà nhân dân hai nước Séc và Slovakia cùng nhau thành lập Liên bang Tiệp Khắc sau sự sụp đổ của Đế chế Áo-Hung.
Giống với nhiều quốc gia châu Âu khác, Cộng hòa Séc cũng tổ chức những ngày lễ quan trọng của Kitô giáo như Lễ Phục sinh, Lễ Giáng sinh. Vào đêm vọng Lễ Giáng Sinh 24 tháng 12, tất cả các thành phố lớn của Cộng hòa Séc đều được trang hoàng lộng lẫy. Ngày tiếp theo là ngày Giáng Sinh 25 tháng 12. Tiếp đó ngày 26 tháng 12 được gọi là ngày Thánh Stêphanô, được coi như ngày Giáng sinh thứ hai của Cộng hòa Séc.
Bên cạnh đó, Cộng hòa Séc còn là điểm đến của nhiều lễ hội văn hóa quốc tế. Lễ hội Âm nhạc Quốc tế Praha được tổ chức vào mùa xuân hàng năm thu hút rất nhiều các dàn nhạc giao hưởng từ khắp nơi trên thế giới. Bên cạnh đó còn có Liên hoan Phim Quốc tế được tổ chức tại thành phố Karlovy Vary hay các lễ hội bia được tổ chức tại nhiều miền khác nhau của đất nước này.
| Ngày             | Ngày lễ                                   | Tên tiếng Séc                                   | Chú thích |
| ---------------- | ----------------------------------------- | ----------------------------------------------- | --- |
| 1 tháng 1        | Ngày Quốc khánh của Cộng hòa Séc; Năm mới | Den obnovy samostatného českého státu; Nový rok | Ngày Quốc khánh của Cộng hòa Séc vào năm 1993, Séc tái độc lập sau khi Tiệp Khắc tan rã                         |
| Tháng 3, tháng 4 | Lễ Phục sinh                              | Velikonoční pondělí                             | Lễ Phục sinh được tổ chức trong 2 ngày (chủ nhật và thứ hai) tại Cộng hòa Séc                                   |
| 1 tháng 5        | Ngày Quốc tế Lao động                     | Svátek práce                                    | |
| 5 tháng 7        | Ngày Thánh Cyril và Methodius             | Den slovanských věrozvěstů Cyrila a Metoděje    | Năm 863, hai nhà truyền giáo Cyril và Methodius đã đến và truyền bá đạo Thiên chúa vào Đại Moravia              |
| 6 tháng 7        | Ngày Jan Hus                              | Den upálení mistra Jana Husa                    | Nhà cải cách tôn giáo Jan Hus bị hỏa thiêu trên giàn lửa năm 1415                                               |
| 28 tháng 9       | Ngày Thánh Wenceslas                      | Den české státnosti                             | Năm 935, Thánh Wenceslas, người được tôn là vị thánh bảo trợ của Séc bị giết hại                                |
| 28 tháng 10      | Ngày Quốc khánh của Tiệp Khắc             | Den vzniku samostatného československého státu  | Thành lập Tiệp Khắc năm 1918                                                                                    |
| 17 tháng 11      | Ngày Đấu tranh giành tự do, dân chủ       | Den boje za svobodu a demokracii                | Cuộc tuần hành của học sinh chống phát xít Đức năm 1939 và cuộc tuần hành năm 1989 khởi đầu Cách mạng Nhung lụa |
| 24 tháng 12      | Đêm vọng Lễ Giáng Sinh                    | Štědrý večer                                    | |
| 25 tháng 12      | Ngày Giáng sinh                           | Svátek vánoční                                  | |
| 26 tháng 12      | Ngày Thánh Stephen                        | Svátek vánoční                                  | Ngày Giáng sinh thứ hai của Cộng hòa Séc                                                                        |

### Ẩm thực

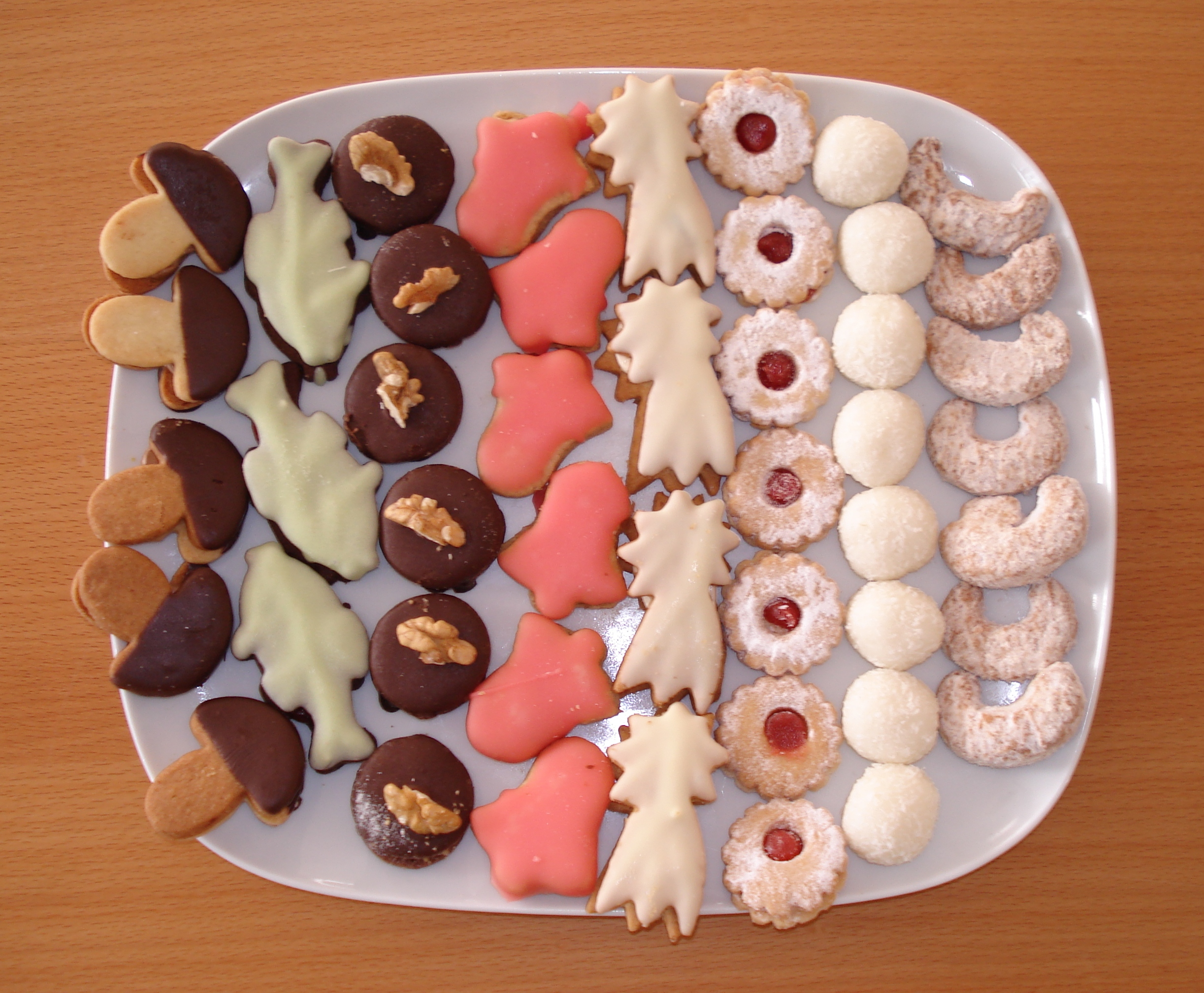
Bánh quy Giáng sinh (vánoční cukroví)

Ẩm thực Cộng hòa Séc có ảnh hưởng lớn đến các nền ẩm thực tại khu vực Trung Âu và bản thân nó cũng chịu ảnh hưởng của các nền ẩm thực khác. Nhiều món ăn phổ biến trong khu vực có nguồn gốc và xuất xứ từ đất nước này. Đa phần các món ăn chính của Cộng hòa Séc đều có thịt, gồm thịt lợn, thịt bò và thịt gà. Do không phải một quốc gia giáp biển nên cá là một món ăn hiếm gặp tại nước này, chủ yếu được dùng nhiều vào dịp Giáng sinh.
Thịt heo hầm với bánh mì hấp và dưa cải muối (tiếng Séc: vepřo-knedlo-zelo) được coi là một trong những món ăn phổ biến nhất của Cộng hòa Séc. Dưa cải muối trong món ăn này có hai cách chế biến khác nhau. Nó được chế biến chua hơn tại Bohemia và ngọt hơn tại Moravia. Thịt bò hầm nấu với sữa (svíčková na smetaně) cũng là một món ăn thịt khá phổ biến. Món ăn này gồm những miếng thịt bò hầm chấm với nước sốt đặc từ sữa, được kèm theo bởi bánh mì hấp, một thìa mứt quả và một lát chanh.
Một số món ăn nhẹ tiêu biểu cho ẩm thực Séc là món bánh kếp rán (bramboráky) được làm từ hỗn hợp khoai tây, bột mì, sữa kèm theo một số gia vị rồi đem rán. Bên cạnh đó, pho mát cũng là một món ăn được ưa chuộng với nhiều chủng loại đa dạng.
Món bánh mì hấp có nhân mứt hoa quả xay nghiền (ovocné knedlíky) được làm từ bột khoai tây nhào trộn và bộc mứt nghiền trái cây, sau đó đem luộc và được dùng với bơ, đường và pho mát. Có rất nhiều loại bánh bọc hoa quả khác nhau được chế biến cùng nhiều loại trái cây đa dạng như dâu tây, đào, anh đào, mơ, mận... Những món ăn này không chỉ đơn thuần được coi như món tráng miệng mà đôi khi được xem là một món ăn chính trong bữa ăn. Trong dịp lễ Giáng sinh, món bánh vánočka sẽ được làm cùng với rất nhiều bánh quy và kẹo ngọt (vánoční cukroví).
Cộng hòa Séc còn là một quốc gia về bia. Nghề làm bia tại Cộng hòa Séc đã có lịch sử lâu đời từ hàng trăm năm nay và được làm chủ yếu từ hoa của cây hublông. Một trong những loại bia của nước này là bia Plzeň (Pilsener), được làm tại thành phố Plzeň (tiếng Đức: Pilsen) ở xứ Bohemia.

### Thể thao
Thể thao là một phần không thể thiếu trong cuộc sống tinh thần của người dân Cộng hòa Séc. Hai môn thể thao phổ biến và giành được nhiều sự hâm mộ nhất tại nước này là bóng đá và hockey trên băng. Bên cạnh đó, các môn thể thao như bóng rổ, bóng chuyền, bóng ném, điền kinh... cũng rất phổ biến.
Hockey trên băng là một môn thế mạnh của Cộng hòa Séc. Nước này đã từng 1 lần đoạt huy chương vàng tại Thế vận hội Mùa đông 1998 và 5 lần vô địch giải hockey trên băng toàn thế giới. Bóng đá cũng là một môn thể thao ưa chuộng tại nước này. Trước kia khi còn nằm trong Liên bang Tiệp Khắc, đội tuyển bóng đá quốc gia Tiệp Khắc đã từng hai lần đoạt ngôi vị á quân thế giới (World Cup) và một lần vô địch châu Âu (Euro). Còn hiện nay, đội tuyển bóng đá quốc gia Cộng hòa Séc đã từng đạt ngôi á quân tại Euro 1996. Nước này cũng có tên trong danh sách 16 đội tuyển tham dự vòng chung kết Euro 2008 tại Áo và Thụy Sĩ. Theo bảng xếp hạng các đội tuyển bóng đá quốc gia của FIFA (tháng 1 năm 2008), Cộng hòa Séc xếp thứ 6 thế giới.
Bên cạnh đó, Cộng hòa Séc còn được biết đến là quê hương của một số tay vợt trong môn tennis như Martina Navratilova và Ivan Lendl.

## Hình ảnh

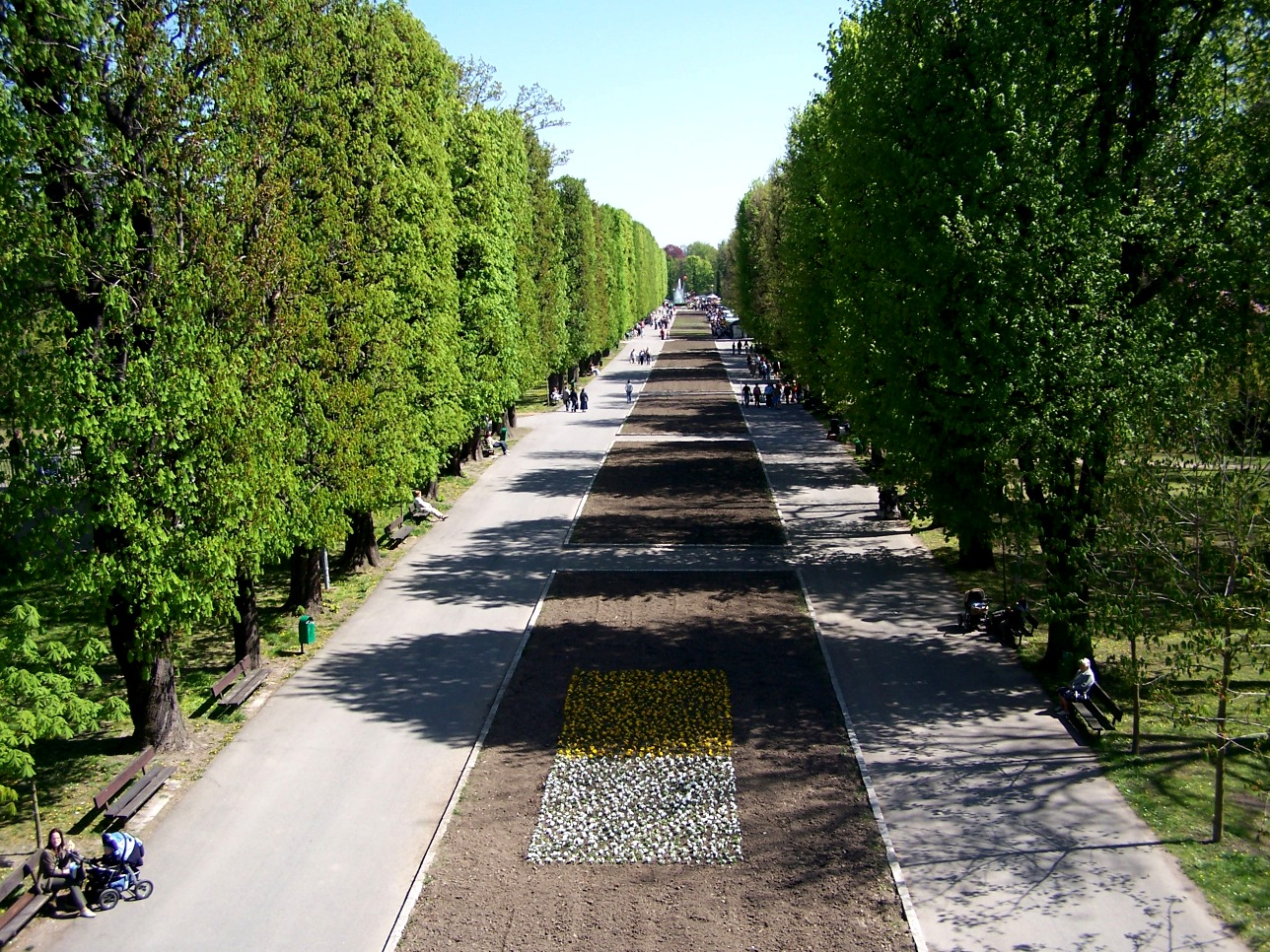
Một công viên ở Olomouc
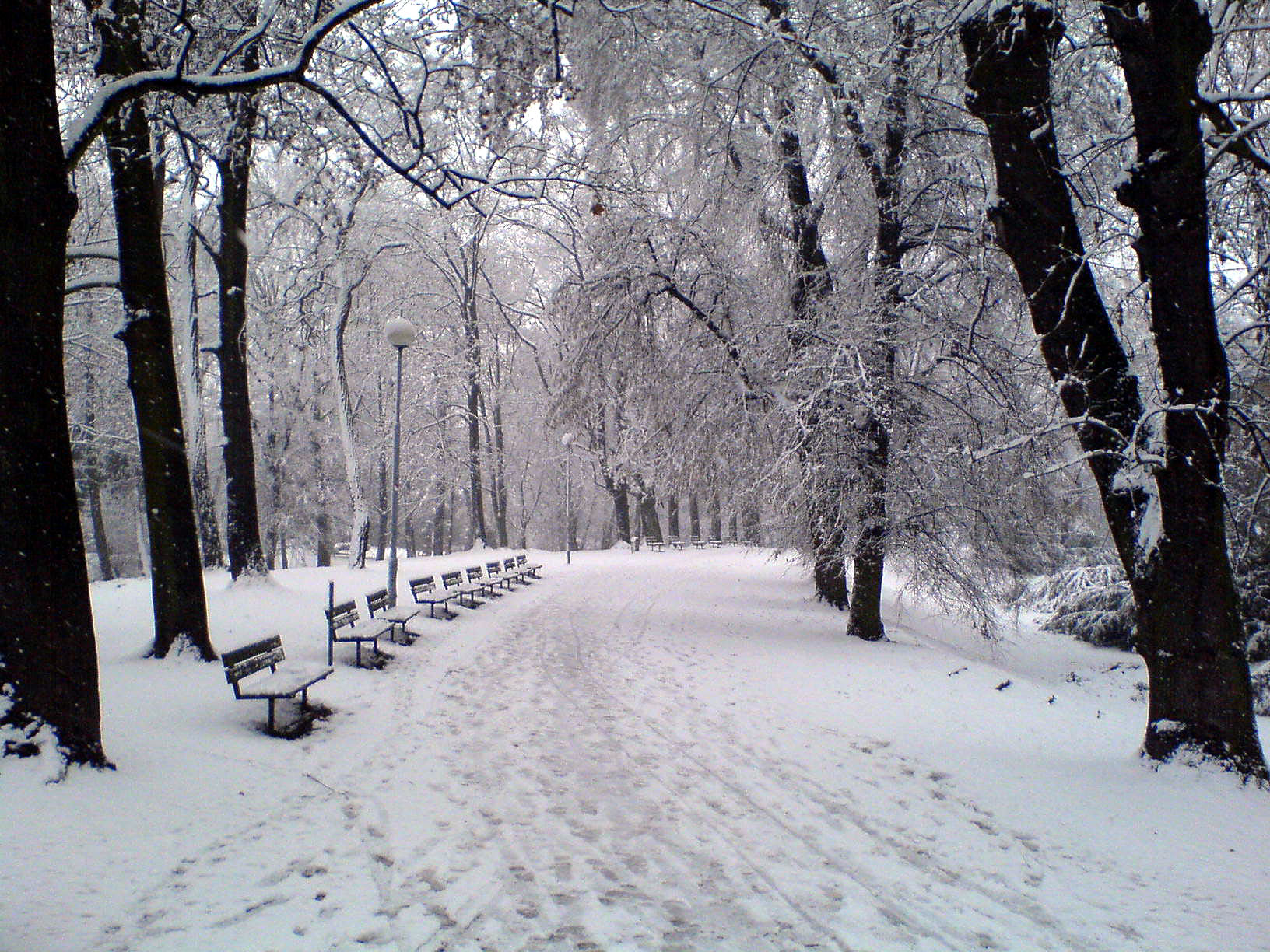
Cảnh mùa đông tại Cộng hòa Séc
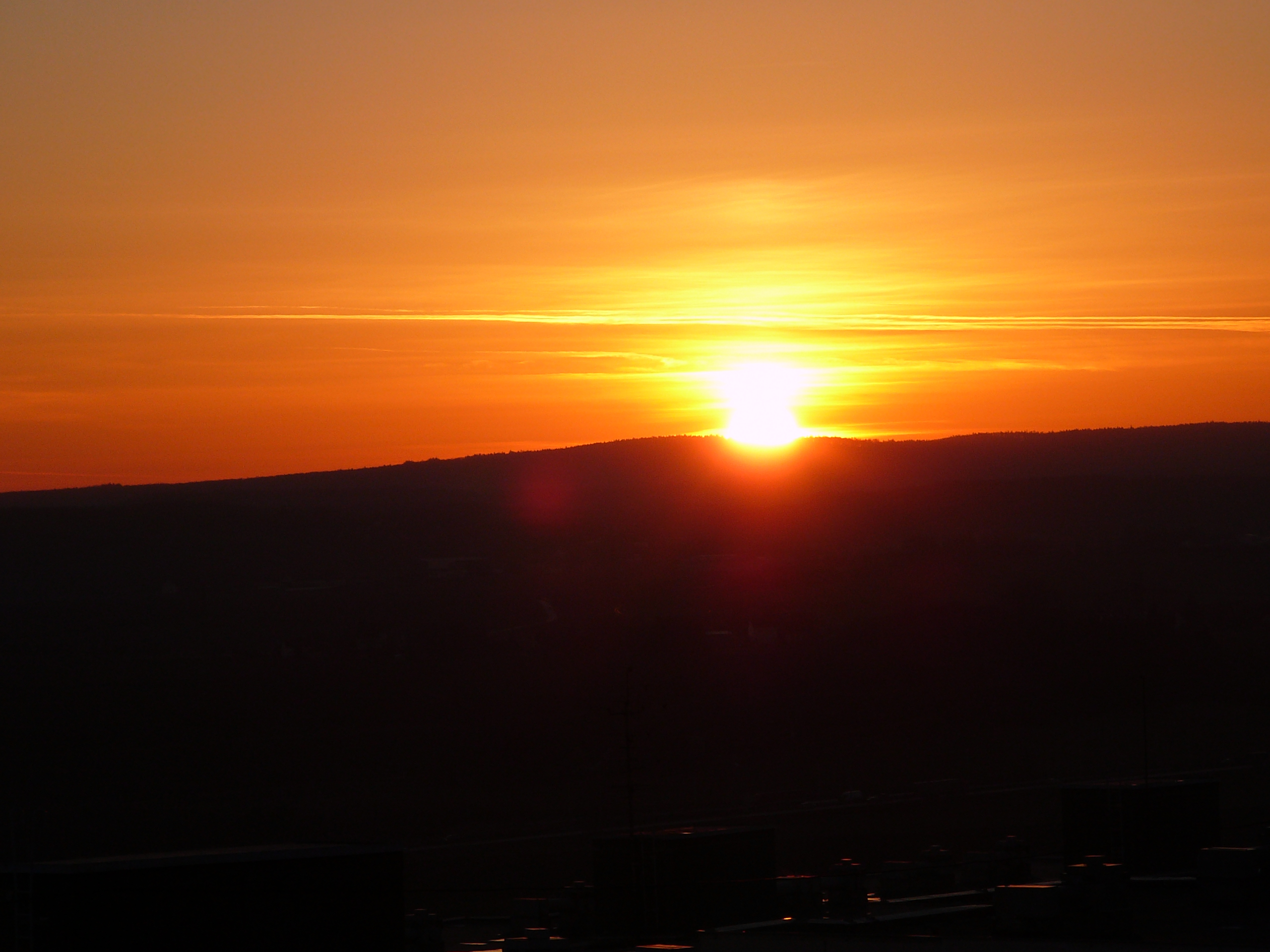
Mặt trời lặn ở Brno
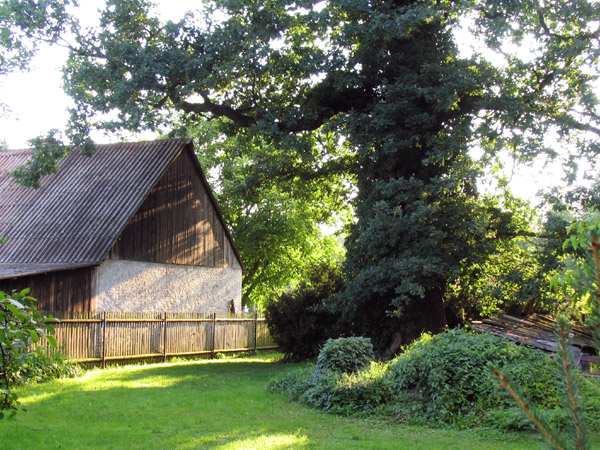
Một vùng thôn quê tại Séc
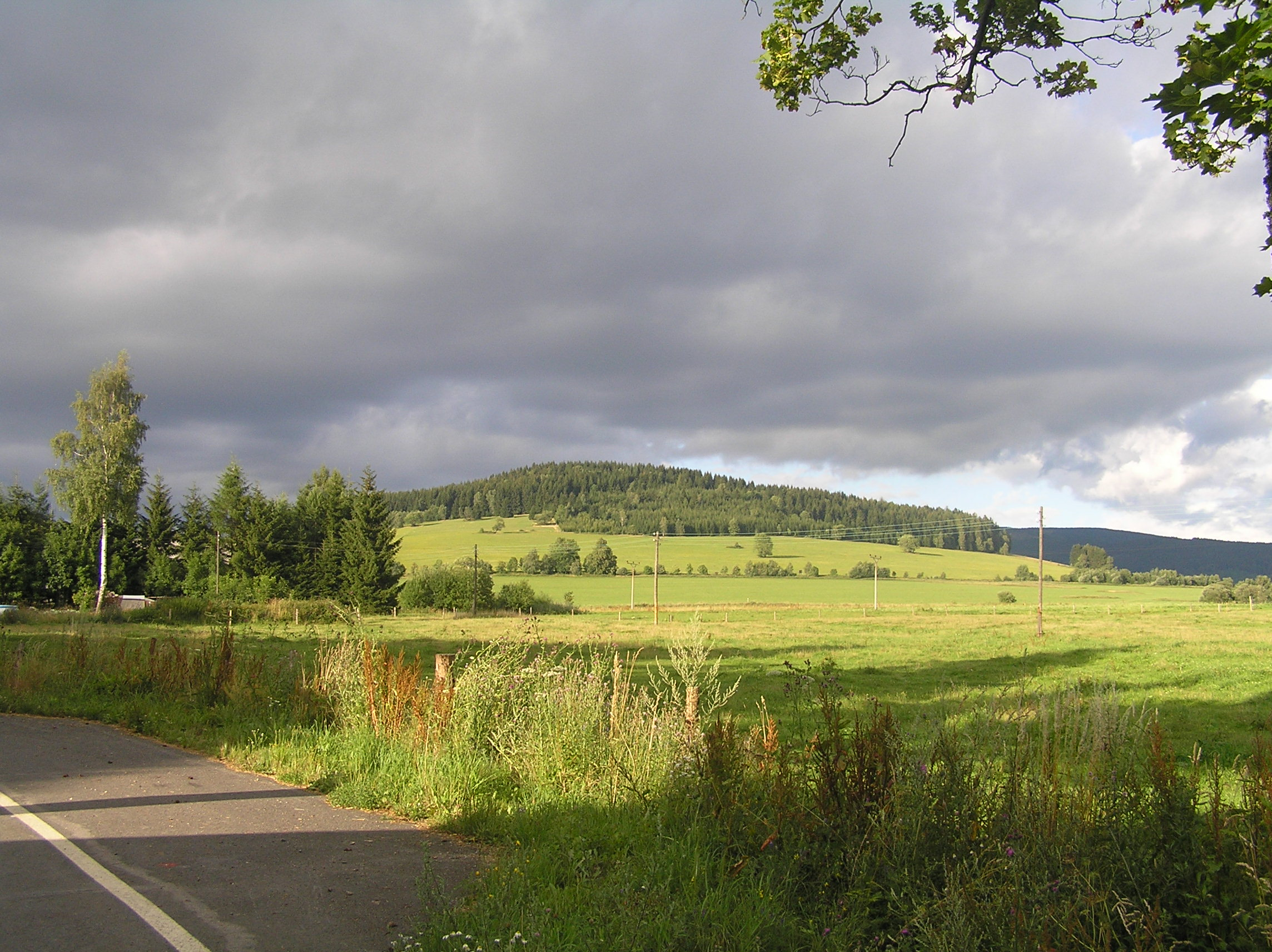
Quang cảnh một vùng đồi núi
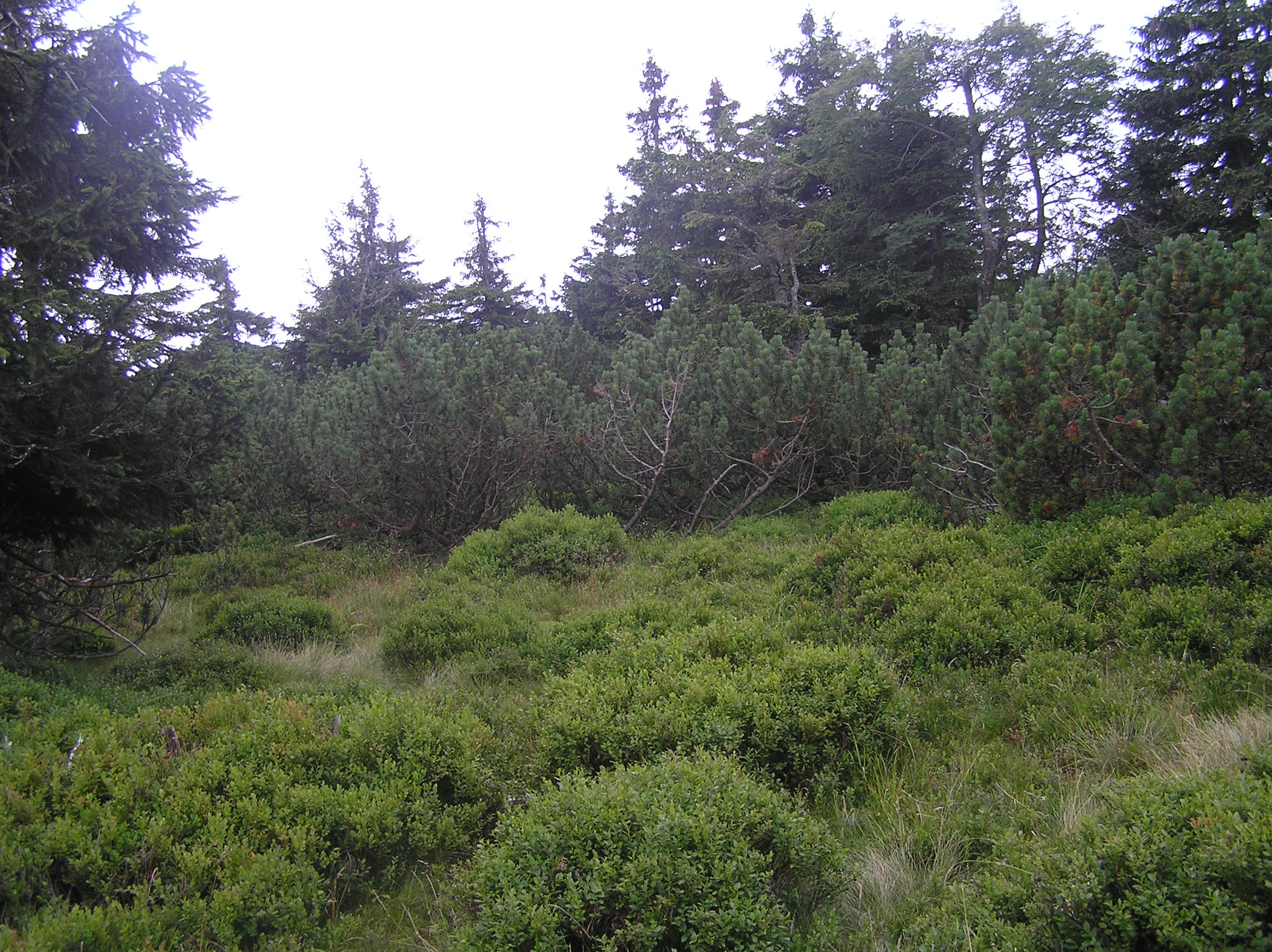
Rừng cây tại Cộng hòa Séc
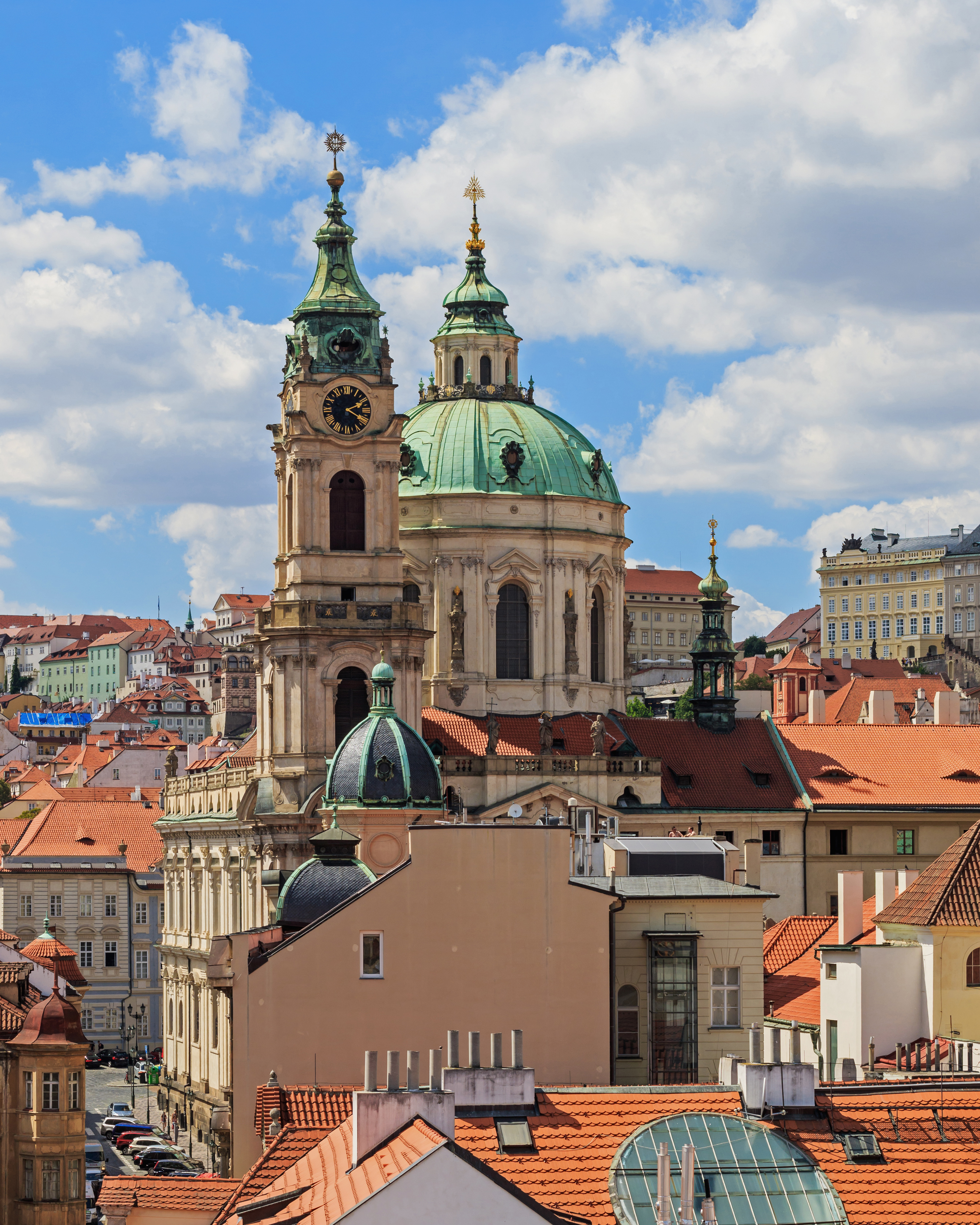
Nhà thờ Thánh Nicholas tại Praha
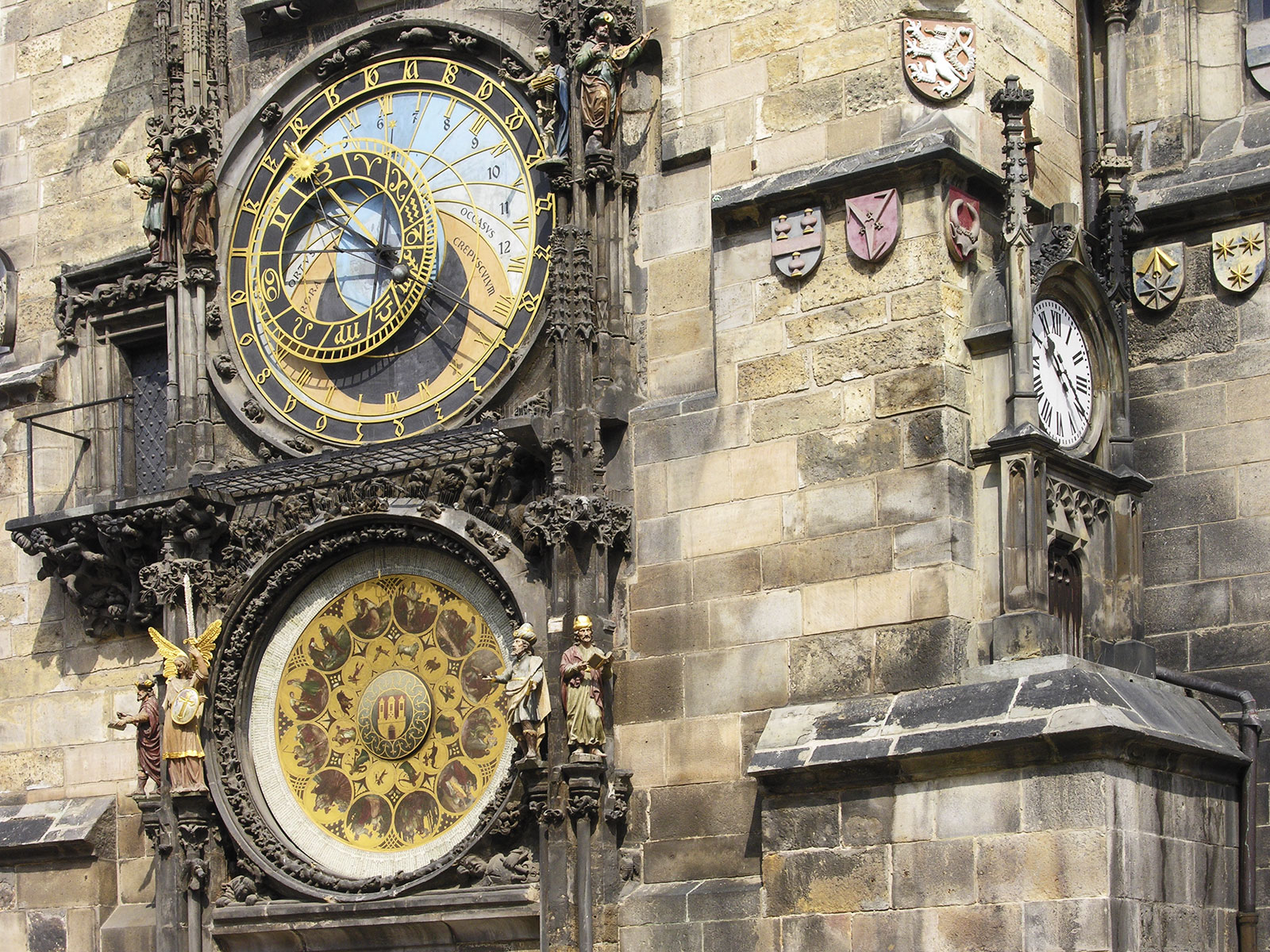
Tháp đồng hồ thiên văn tại Praha
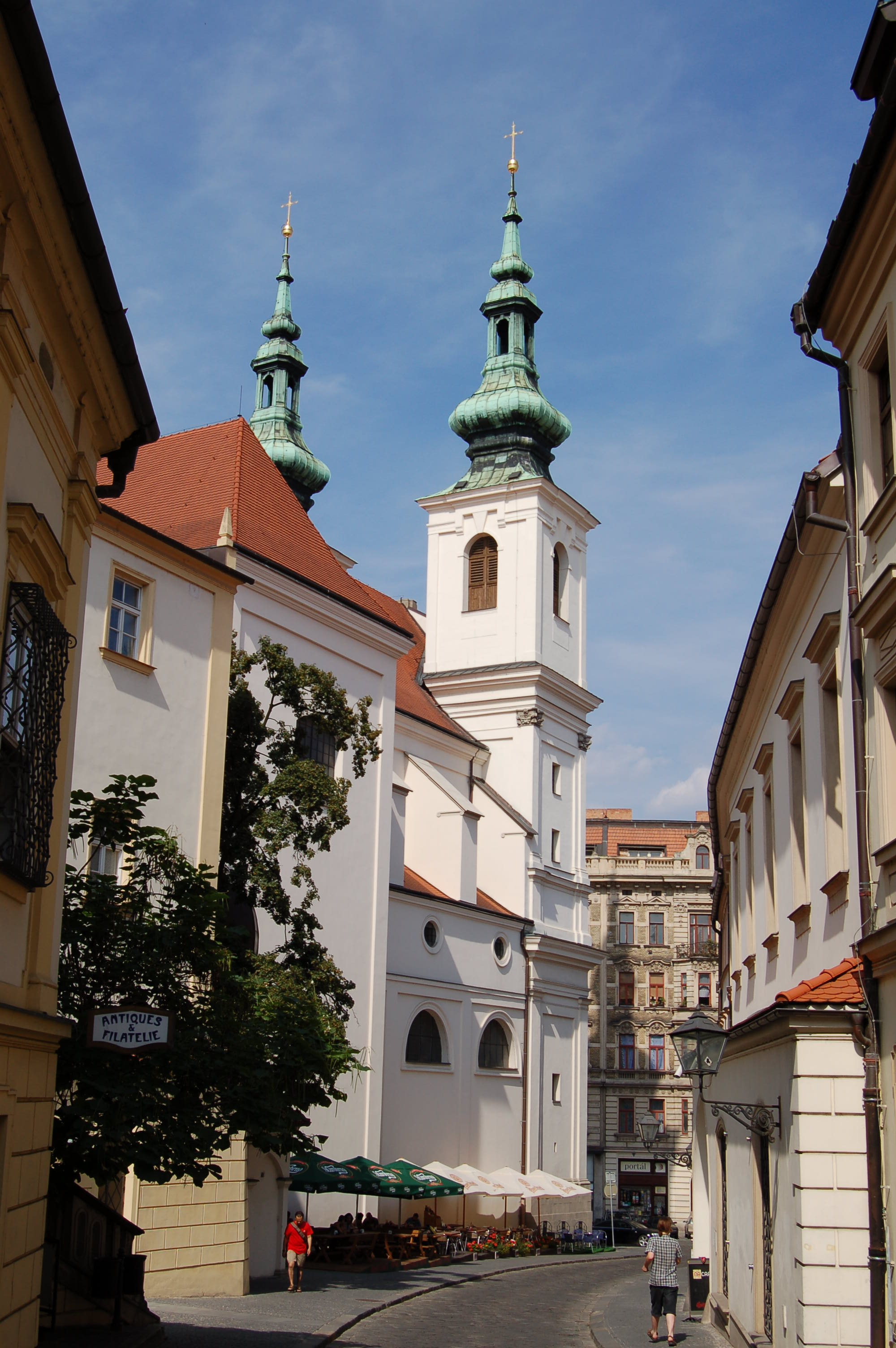
Một đường phố ở Brno
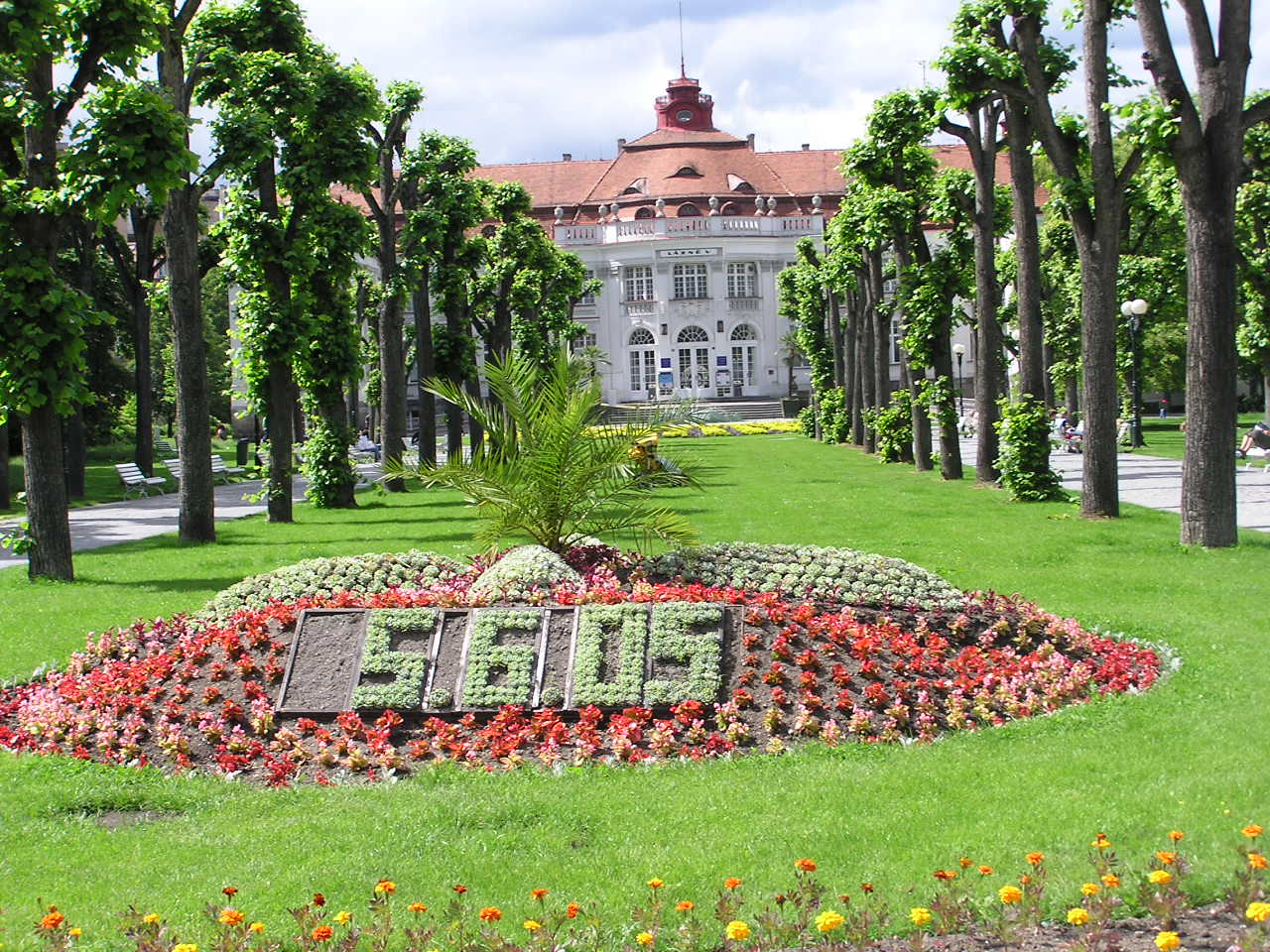
Khu vườn ở Karlovy Vary
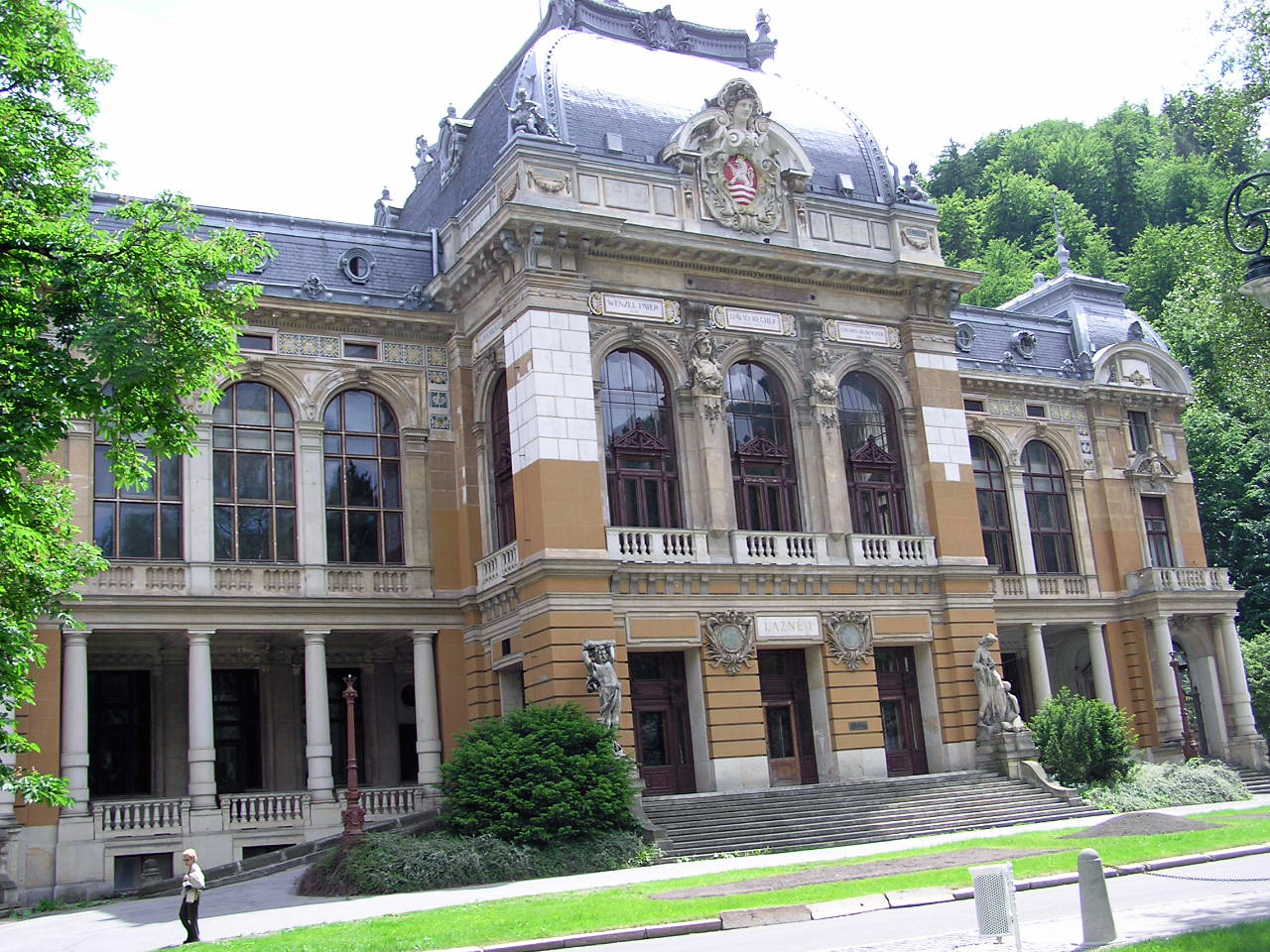
Một tòa nhà ở Karlovy Vary
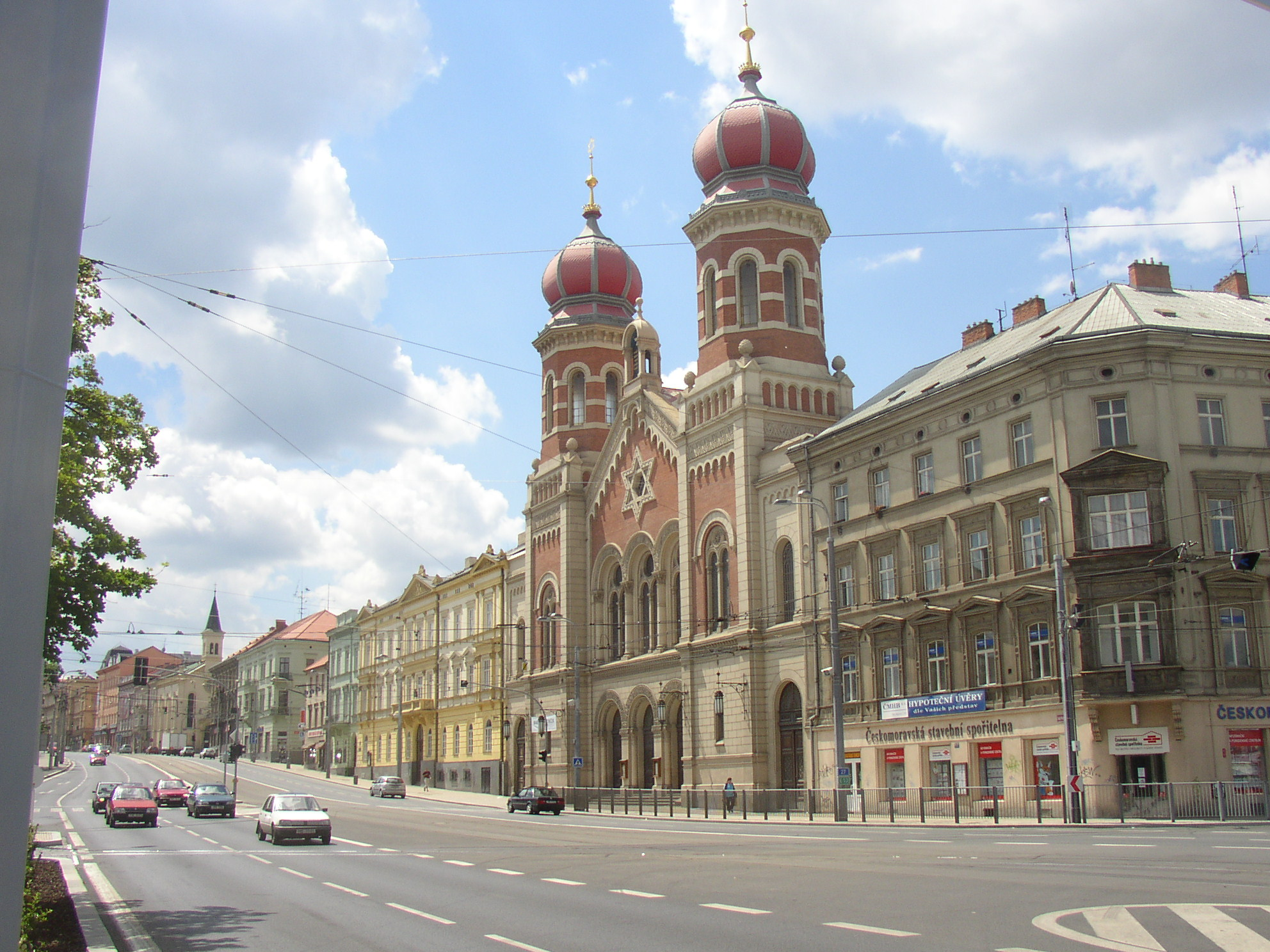
Thánh đường Do Thái tại Pilsen